# Svenska kungligheters gravplatser

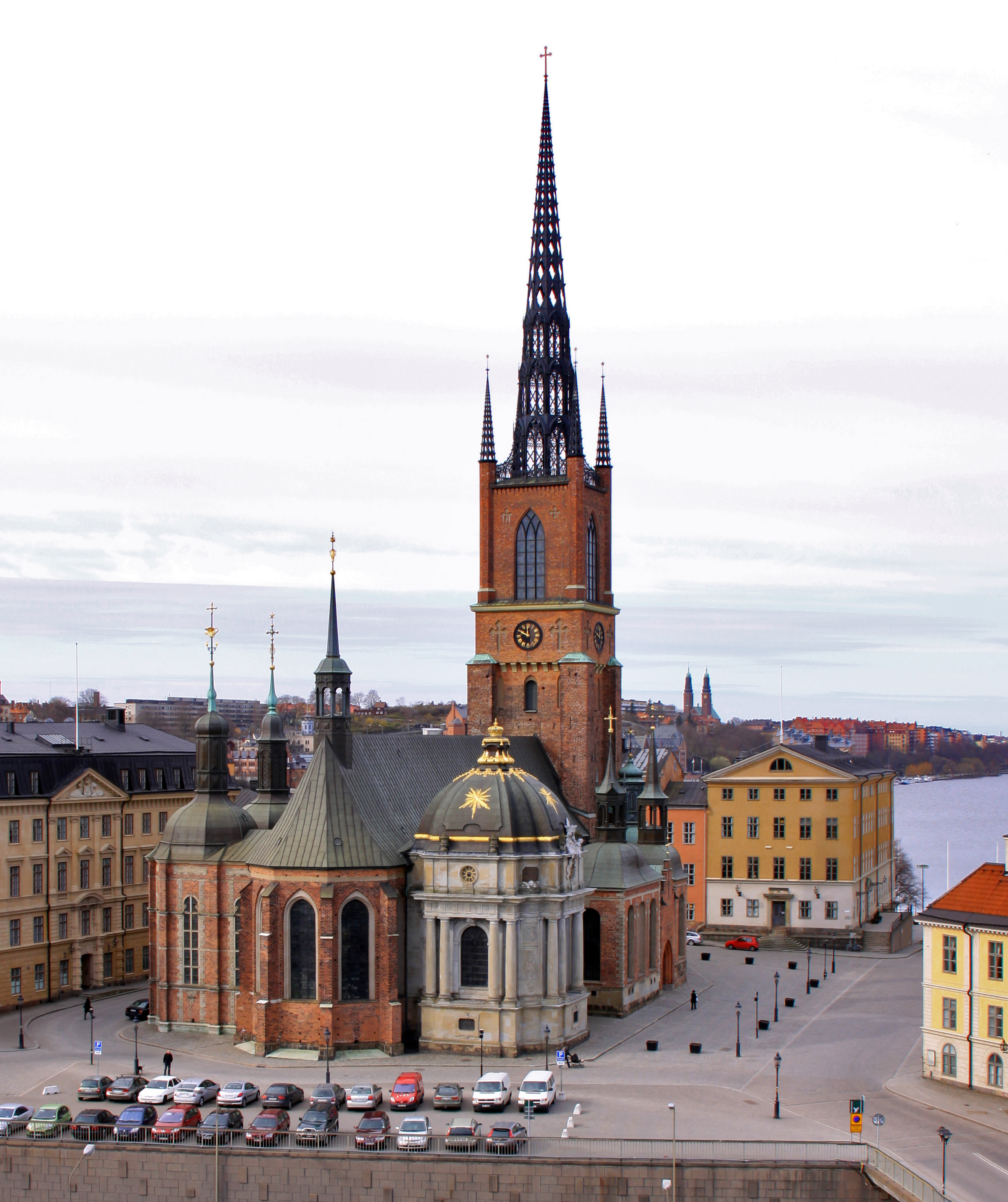
Sveriges främsta panteon (i betydelsen minnestempel) är Riddarholmskyrkan i Stockholm.

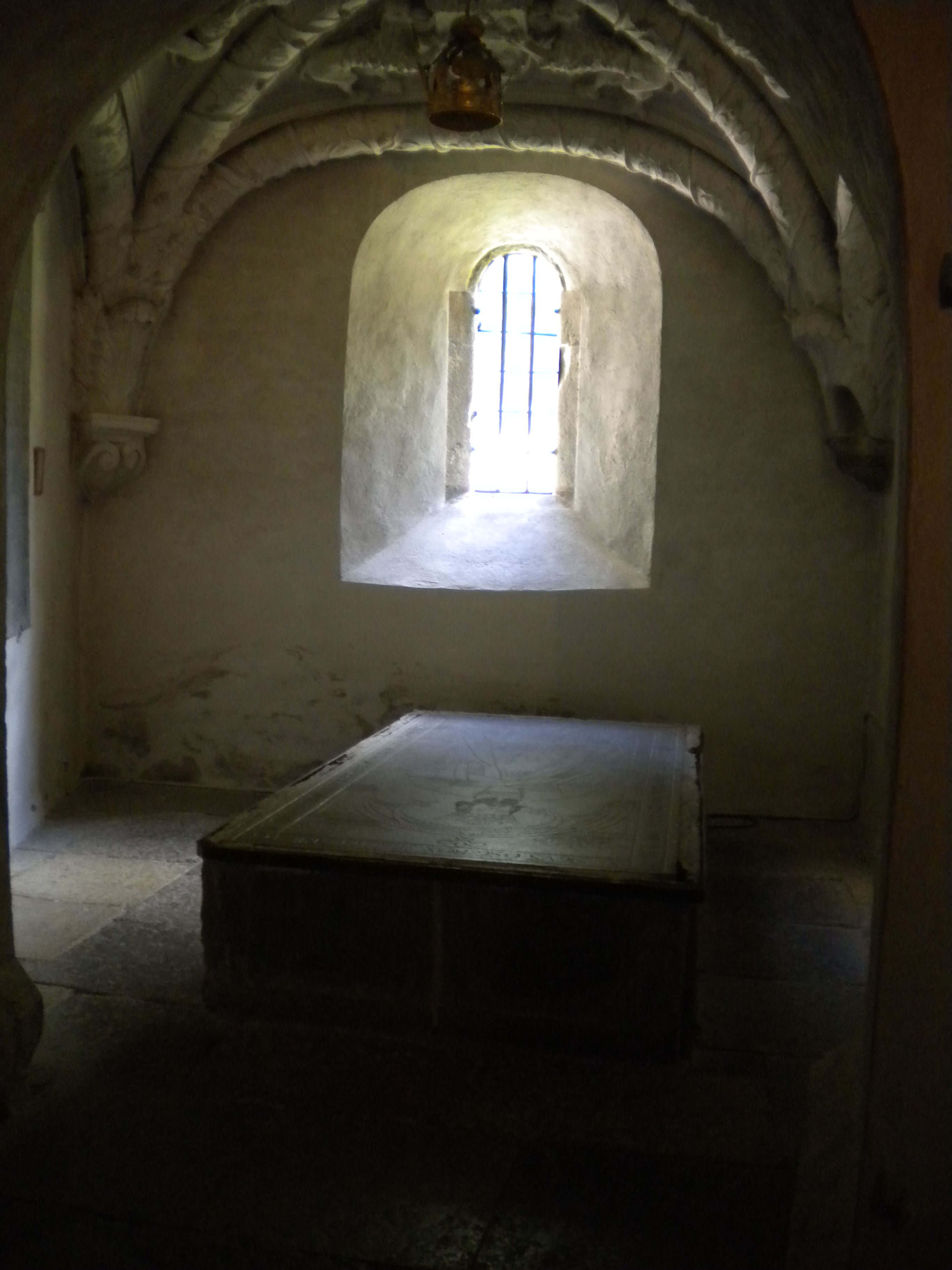
Gravmonument tillägnat kung Inge den äldre i hans föregivna gravkor i Varnhem - där hans grav dock inte finns.

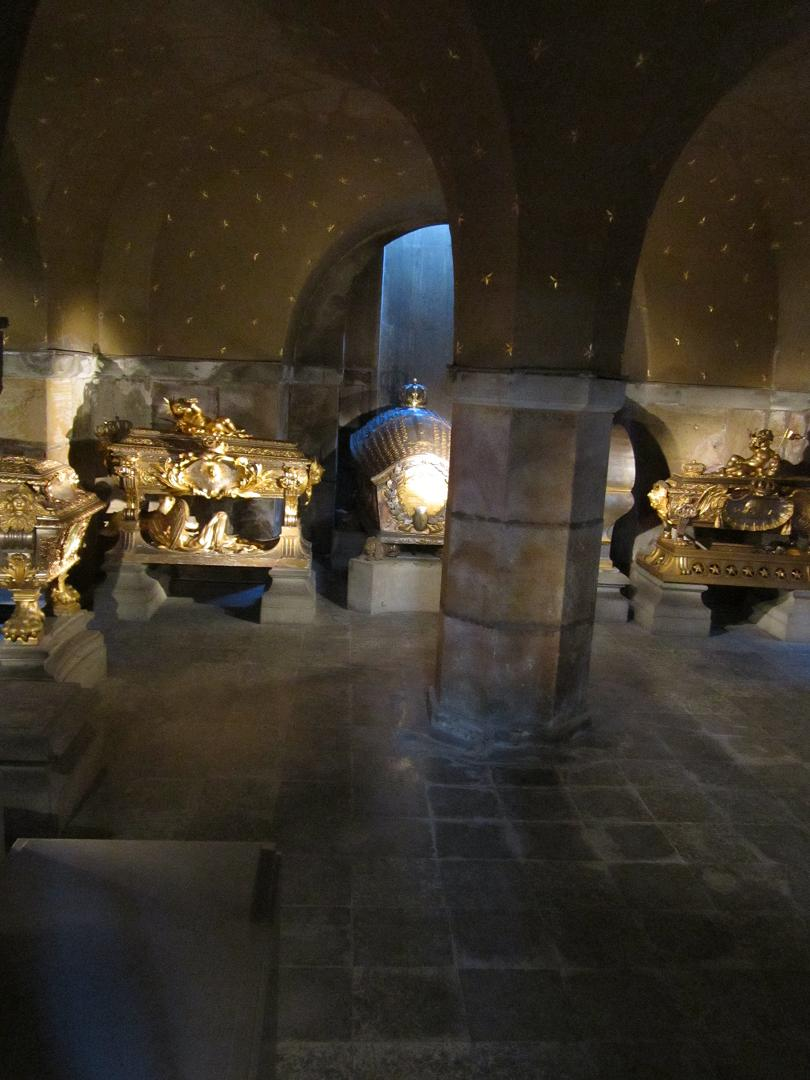
Karolinska gravkorets krypta i Riddarholmskyrkan.

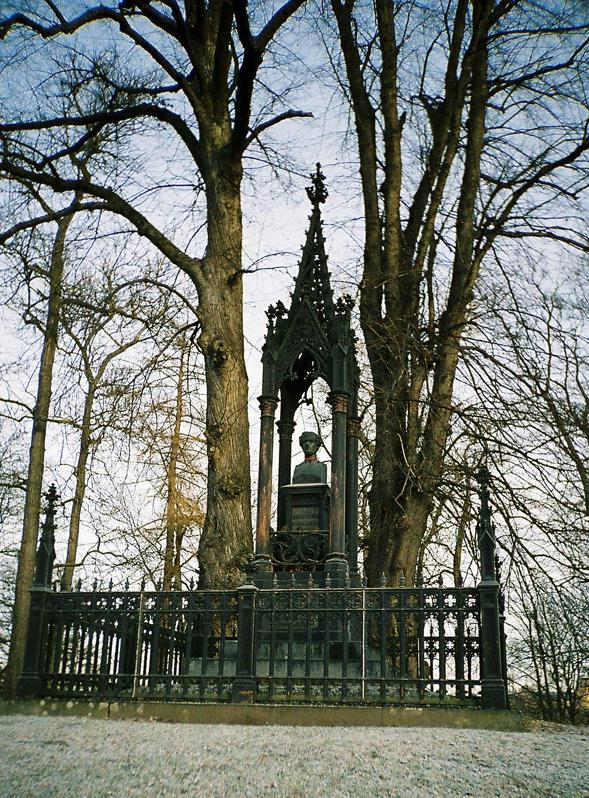
Gravliknande monument i Hagaparken över prins Gustaf (död 1852).

Svenska kungligheters gravplatser finns framför allt i Sverige, särskilt i några av de största kyrkorna, men även i Danmark, Norge och ett flertal andra länder i Europa. 
Här redovisas de framför allt enligt vedertagna och säkra källor, men även enligt nämnvärda akademiska teorier, från och med kung Erik Segersäll på 900-talet. Barn som sedan dess föddes och avled innan deras far blev kunglig i Sverige genom tillträde på den svenska tronen, såsom några av Kristian I:s, eller som föddes efter en kunglig faders frånträde från tronen, såsom två av Erik XIV:s, finns inte med. I listan finns några mer historiskt intressanta pretendenter, samt kung Fredriks morganatiska äktenskap och barn, utom den äldsta dottern mamsell Fredrika Vilhelmina Ehrlich (1733–1734) som gravsattes på Värmdö kyrkogård.
Utanför listan har det även funnits tre utländska kungliga som bodde i Sverige som medlemmar av dåvarande svenska kungafamiljer och har fått sina gravar i landet: den danska änkedrottningen Mechtild av Holstein (i Varnhem, död 1288), Gustav Vasas dotterson Gustav av Sachsen-Engern-Westfalen (i Uppsala domkyrka, levde 1574–1597) och Gustav II Adolfs moster Agnes av Holstein-Gottorp (i Riddarholmskyrkan, levde 1578–1627). 

## Kenotafer och flyttade stoft
Kenotafer finns kvar på platser där ursprungliga gravsättningar har ägt rum men varifrån stoften senare har flyttats, eller på platser där missuppfattningar har funnits om de egentliga gravplatserna. Över kung Inge den äldre har det funnits en sådan på Hångers ödeskyrkogård och det finns ytterligare en i Varnhem. I Vreta finns en sten med oriktig text för (hans?) drottning Helena samt två till för kungarna Ragnvald Knapphövde och Magnus Nilsson. Försök av vissa historieförfattare att på grund av hans död i Karleby sammankoppla kung Ragnvald med den cirka 4 000 år äldre Ragvalds grav där är snarare fantasifulla än trovärdiga. Liknande äldre teorier om att drottning Helena skulle vara samma person som Sankta Helena och då skulle ha fått sin grav i kyrkan som bär hennes namn i Skövde, har avfärdats av moderna historiker som osannolika.
En egendomlighet är att drottning Rikardis finns avbildad på makens samtida gravmonument i Tyskland fastän hon avled och gravsattes i Stockholm 34 år före hans död 1412. I den privata delen av Hagaparken står ett monument, förvillande likt en kenotaf, över sångarprinsen Gustaf. Den mest märkvärdiga kenotafen i Sverige är ett stort gravmonument till Birger Jarl invid tornet på Stockholms stadshus, dit det vid byggnadens tillkomst var meningen att riksjarlens stoft skulle flyttas.
Fler kungliga, såsom även Erik den helige, har först omsider kommit att få sina slutgiltiga gravplatser. Allt sådant kan inte redovisas här. Gustav Vasas bägge första drottningar kom till Uppsala först när han själv hade avlidit. Avsatte kung Gustav IV Adolf (död 1837) och hans son och sonson gravsattes först på olika platser i Schweiz och Tyskland och inte förrän 1884 i Stockholm. Kronprinsessan Margaretas stoft förvarades länge i Storkyrkan tills den nya begravningsplatsen i Solna blev klar 1922. Drottning Margareta (död 1412), kung Johan II (död 1513) hans drottning Kristina (död 1521) och deras son prins Frans (död 1511) samt kung Kristian II (död 1559) gravsattes också först på andra platser. Kristian IIs tidigt avlidna drottnings och en tonårig sons stoft nedsattes först i Belgien innan de slutligen år 1883 sammanfördes med hans i Danmark.

## Forntid ochkungshögar

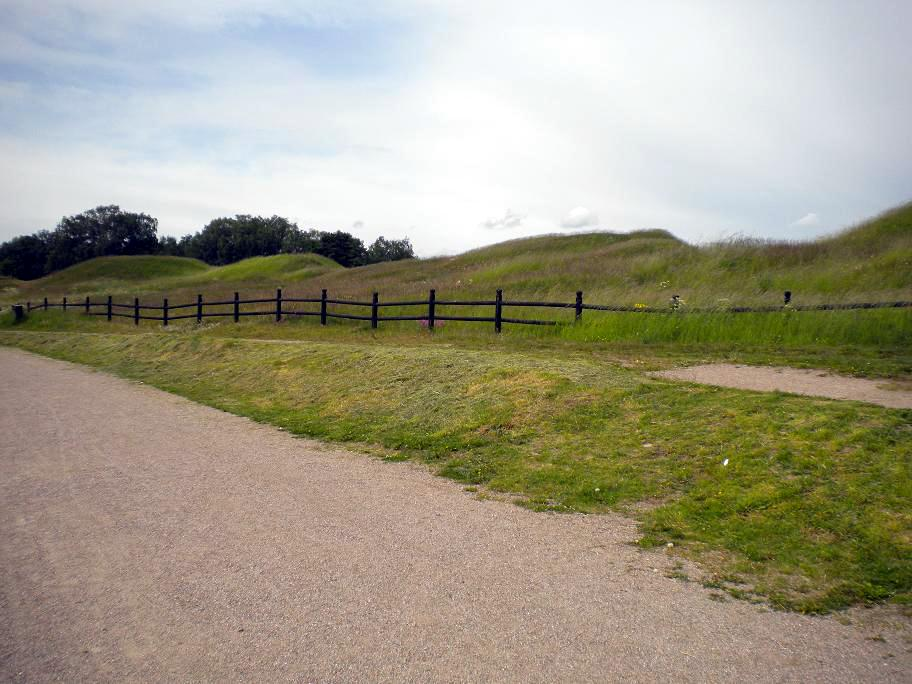
Vendeltida gravhögar i Gamla Uppsala.

På flera platser i Sverige finns så kallade kungshögar, det vill säga ovanligt stora gravhögar som har daterats till 500-900-talen efter Kristus. Av benämningen framgår att det anses att hövdingar har gravsatts i dem under forntiden, men det finns inga tillförlitliga källor om vilka dessa "kungar" i så fall skulle ha varit. I hundratals år har det spekulerats om detta, och även vissa akademiker har frestats att utan verifierbart historiskt underlag spekulera om de gravsattas identitet. Det ledde särskilt under det tidigare 1900-talet till långa och upprörda debatter mellan svenska historiker. De i detta avseende mest mytomspunna och legendariska kungshögarna är de som det finns ett flertal av både i Gamla Uppsala fornlämningsområde (där en länge har kallats Tingshögen) respektive i Hovgården (där en av högarna kallas Skopintull); samt enstaka högar, den så kallade Hågahögen i Flogsta; kung Agnes hög invid Sollentuna centrum; Anundshög respektive Östens hög nära Västerås; Ottarshögen i Tierp; Björn Järnsidas hög på Munsö; och Ingjaldshögen i Fogdön. I äldre litteratur nämns även flera kungshögar i vad som numera är centrala Uppsala, bland dem en som ska ha hetat Thorsugle och som skulle ha funnits vid Fyrisåns strand.
Sagorna/sägnerna om dessa gravplatser berör oftast sagokungarna Domar, Egil Tunnadolg, Aun den gamle och Adils den mäktige (alla fyra i Gamla Uppsala); Olof Björnsson (både i Gamla Uppsala och Hovgården); Björn på Håga eller Björn/Bern (både i Flogsta och Hovgården); Erik Björnsson eller Erik Ringsson (Hovgården); Agne Skjalfarbonde (Sollentuna); Bröt-Anund respektive Östen av Ynglingaätten (båda nära Västerås); Ottar Vendelkråka (Tierp); Björn Järnsida (Munsö); samt Ingjald Illråde (Fogdön). I den länge försvunna Thorsugle (om den existerat) skulle Dyggve eller Alf och Yngve ha gravlagts. Inget av detta kan på vetenskaplig grund betraktas som historiskt, förutom, enligt Lagerqvist med flera, att antagligen har Olof och den förre Erik, samt definitivt den senare Erik, existerat som kungar i de gamla Svearnas rike. 
En förmodad gravplats attribuerad till kung Ring finns i Holmestad i Västergötland, avbildad i Suecia-verket 1705. Ragnvald Knaphövde var enligt Laurentius Böker (död 1696) begravd i hällkistan Konung Rings gravstens grav i Göteborg, vilken dock senare daterats till 2400-1800 före kristus. I Vallentuna finns även tre kungshögar i rad bland de outforskade Vada sjökullar.
Nedan anges således de gravplatser som är kända, eller som omfattas av nämnvärda teorier (vilket i så fall anges i samtliga fall), för de 345 personer som historiskt sett kan betraktas som svenska kungligheter. De anges kronologiskt begravningsplats för begravningsplats, eller område för område, med början i det kungliga hemlandet. Där det anges att en gravsättning har ägt rum i ruin avses naturligtvis att den skedde där innan byggnaden/begravningsplatsen förföll.

## Sverige

### Gotland

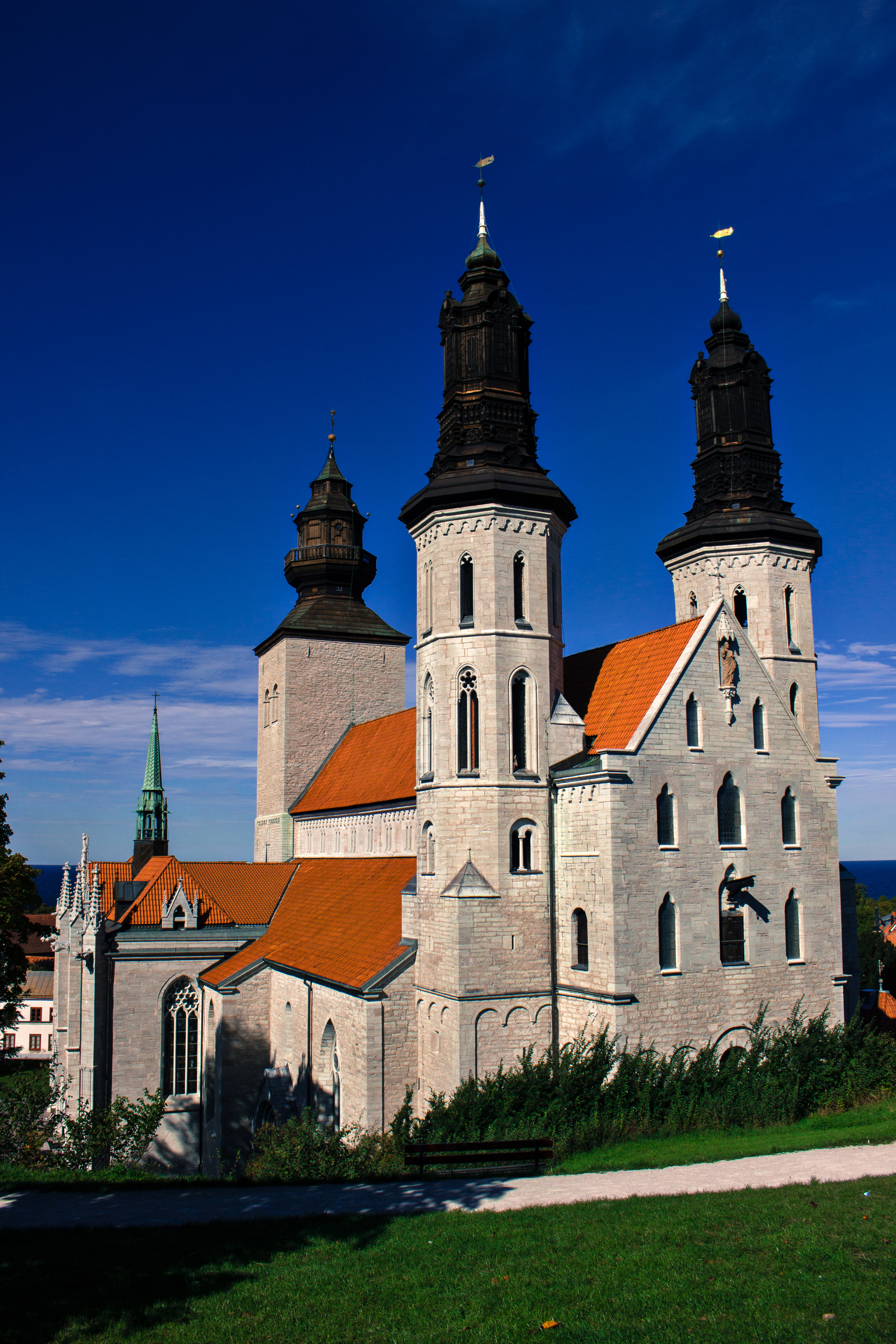
Visby domkyrka.

#### Sankta Maria domkyrkai Visby
- Erik (död 1397)

### Halland

#### Ås klosterruini Varberg
- Namnlösa prinsessor[4] (döda omkring 1345-1350) – gravplatsernas lägen är okända

### Närke

#### Riseberga klosterruini Lekeberg
- Drottning Birgitta (död 1209)

### Småland

#### BrahekyrkanpåVisingsö
- Elsa Beata (1629-1653)

### Södermanland

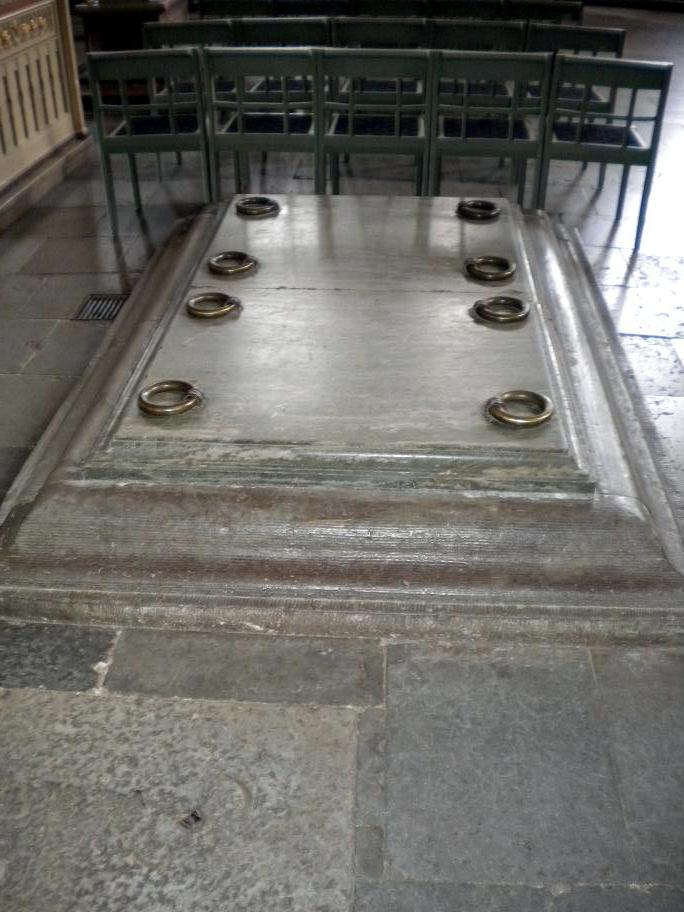
Nedgången i kyrkogolvet till kryptan med de kungliga gravarna i Strängnäs.

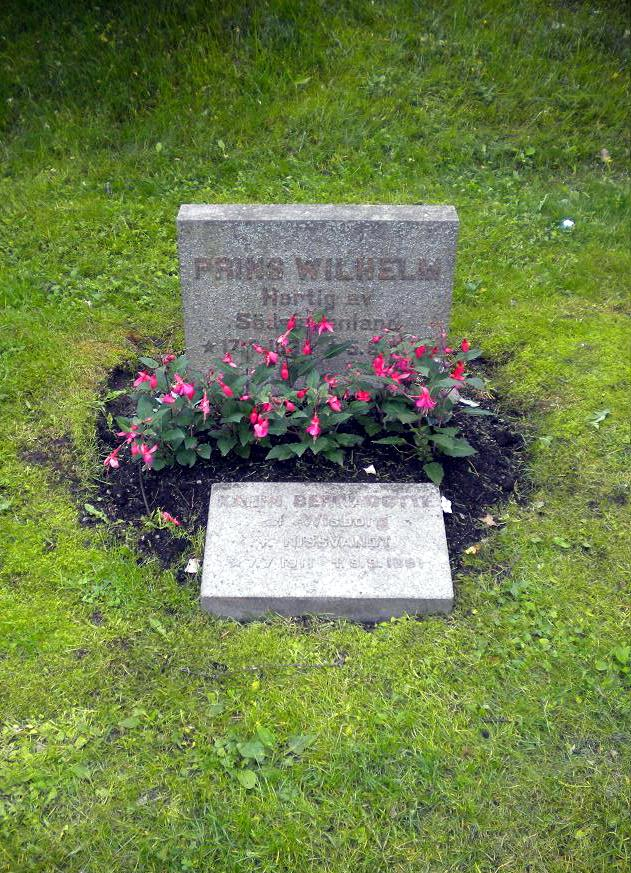
Prins Wilhelms grav på Flens södra kyrkogård.

#### Sankta Ragnhilds kyrkai Södertälje
- Drottning Ragnhild (död omkring 1117) – gravplatsens läge är okänt

#### Strängnäs domkyrka
- Elisabet (1564-1566) Isabella
- Elisabet Sabina (1582-1585)
- Margareta Elisabet (1580-1585)
- Gustav (född och död 1587)
- Maria (1561-1589)
- Maria (1588-1589)
- Sofia (1547-1611)
- Kung Karl IX (1550-1611)
- Karl Filip (1601-1622)
- Drottning Kristina (1573-1625)
- Katarina (1584-1638)
- Johan Kasimir (1589-1652)
- Gustav Adolf (1652)
- Elisabet (1622-1682)
- Adolf Johan (1629-1689)
- Hedvig Taube von Hessenstein (1714-1744)
- Hedvig Amalia von Hessenstein (1743-1752)

#### Södra kyrkogårdeni Flen
- Wilhelm (1884-1965)

### Uppland

#### KungshögarnaiGamla Uppsala
- Kung Erik (död 995) Segersäll ”kan vara begravd i en av de mindre kungshögarna” enligt Lagerqvist och Åberg

#### Kungliga begravningsplatseni Solna

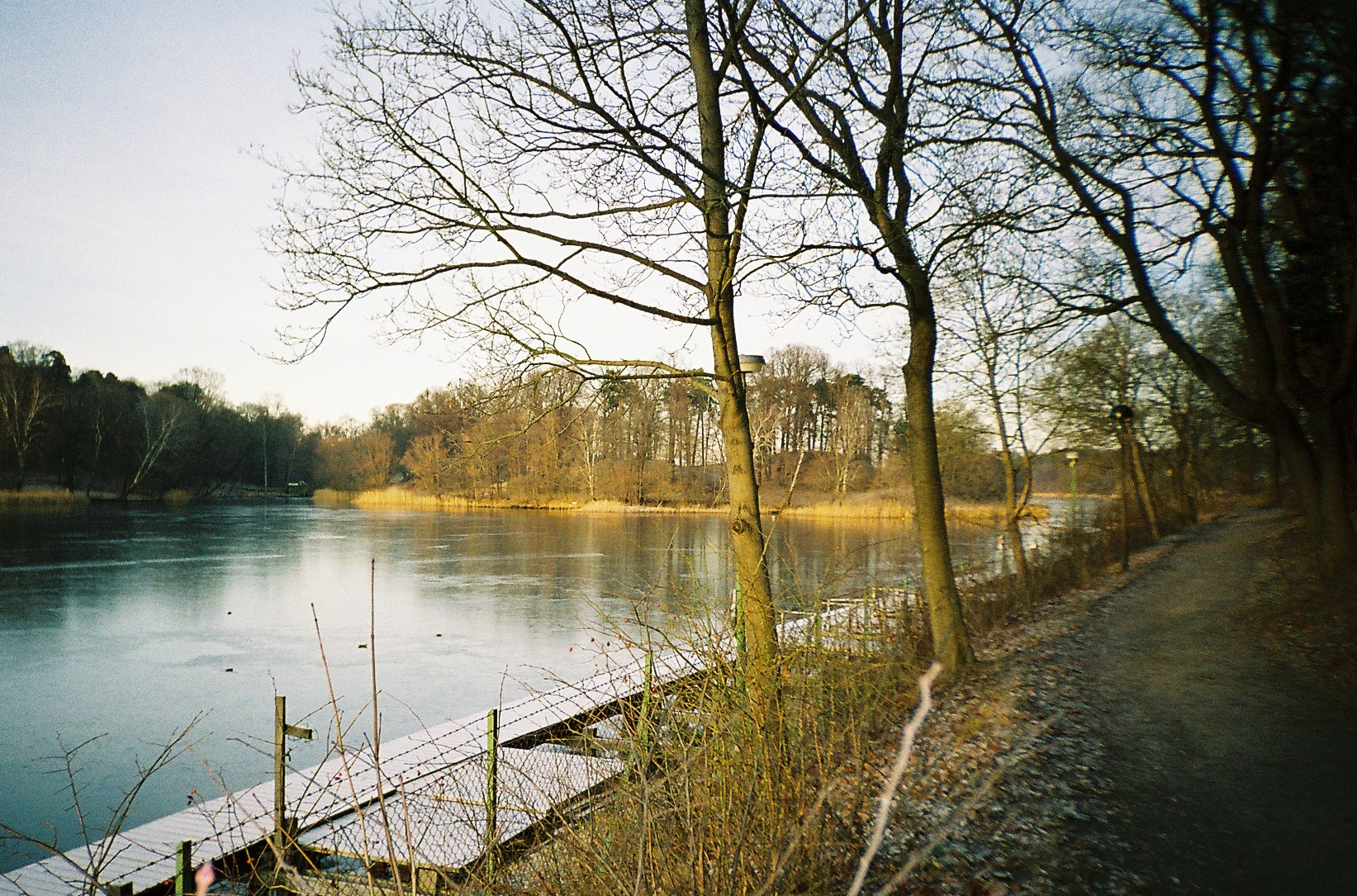
Vintervy över Brunnsviken på hela ön Karlsborg som utgör Kungliga begravningsplatsen.

- Margareta (1882-1920)
- Gustaf Adolf (1906-1947)
- Carl (1861-1951)
- Ingeborg (1878-1958)
- Drottning Louise (1889-1965)
- Sibylla (1908-1972)
- Kung Gustaf VI Adolf (1882-1973)
- Bertil (1912-1997)
- Sigvard (1907-2002)
- Carl (1911-2003)
- Carl Johan (1916-2012)
- Lilian (1915-2013)
- Kristine (1932-2014)
- Gunnila (1923-2016)
- Birgitta (1937-2024)

#### Mariakyrkani Sigtuna
- Erik (död 1261) - gravplatsen kan antas vara under korets golv

#### Norra begravningsplatseni Solna
- Oscar (1859-1953)

#### Riddarholmskyrkani Stockholm
Stiftargravarna

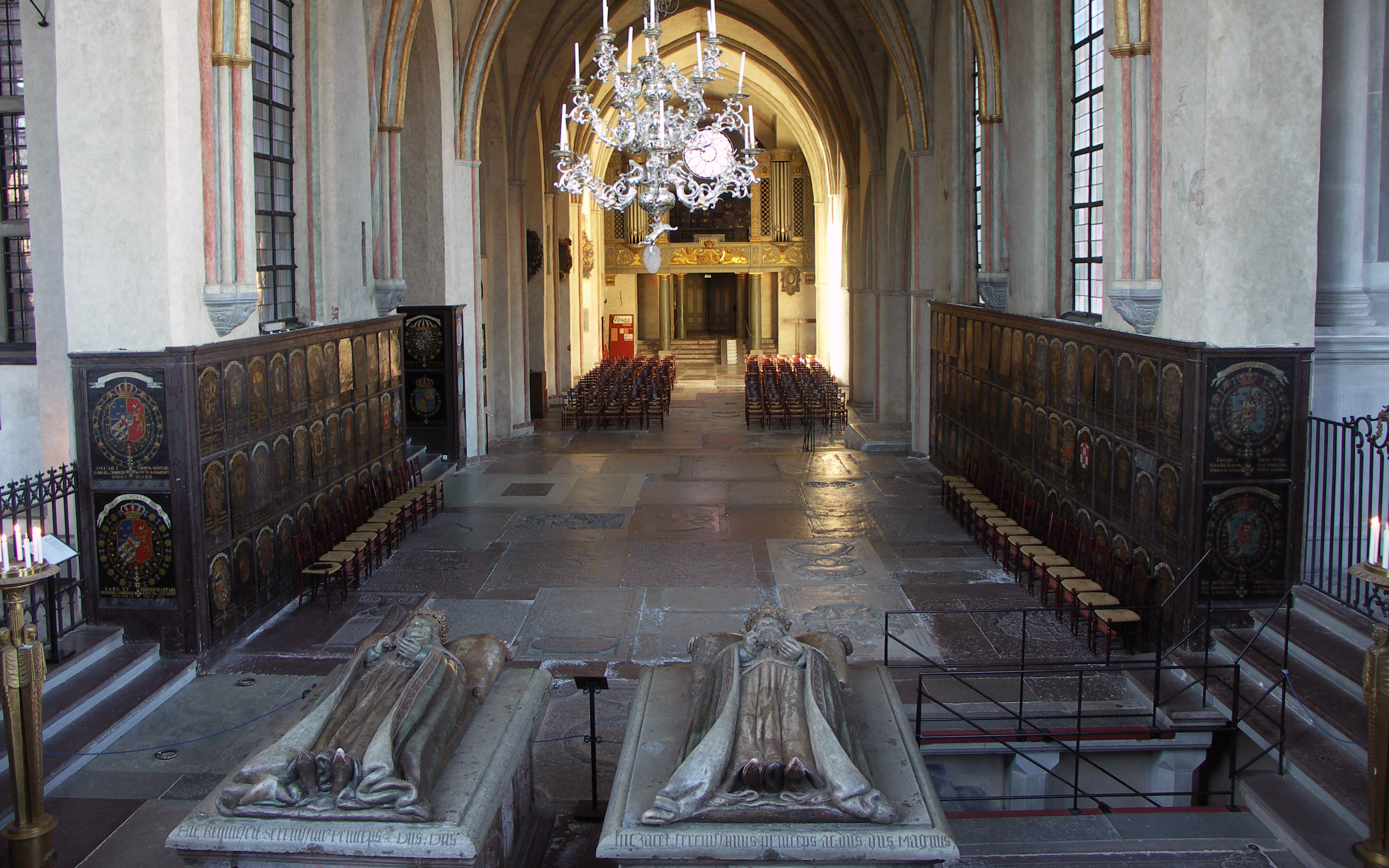
Monument över stiftargravarna (framtill) i Riddarholmskyrkan.

Gravplatsernas lägen är efter en undersökning 2011 osäkra.
- Kung Magnus (död 1290) Ladulås
- Kung Valdemar (1237-1302) enligt teori av Kyhlberg
- Magnus (1300-1320)
- Drottning Helvig (död senast 1326)
- Erik (död omkring 1330) enligt teori av Kyhlberg
- Rikissa (död 1348)
- Kung Erik (1339-1359) enligt teori av Kyhlberg
- Kung Karl (död 1470)

Gustavianska gravkoret

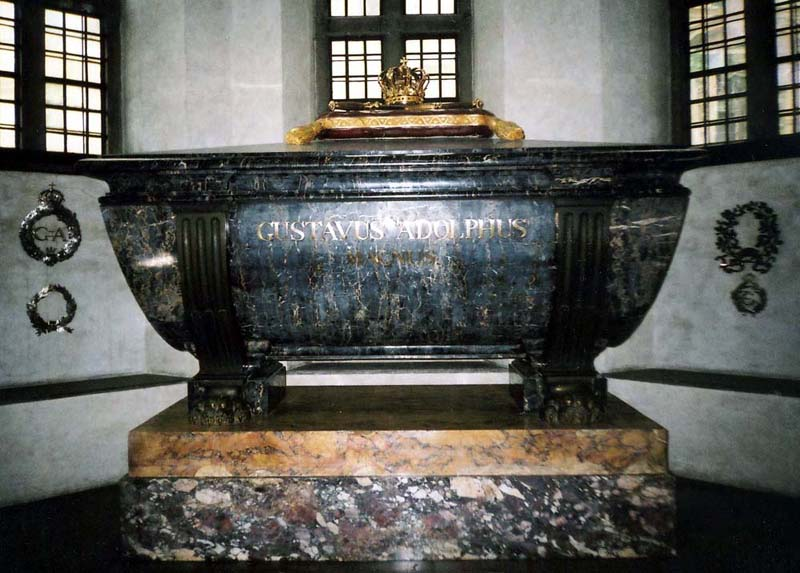
Kung Gustav II Adolfs sarkofag på golvet över Gustavianska gravkorets krypta.

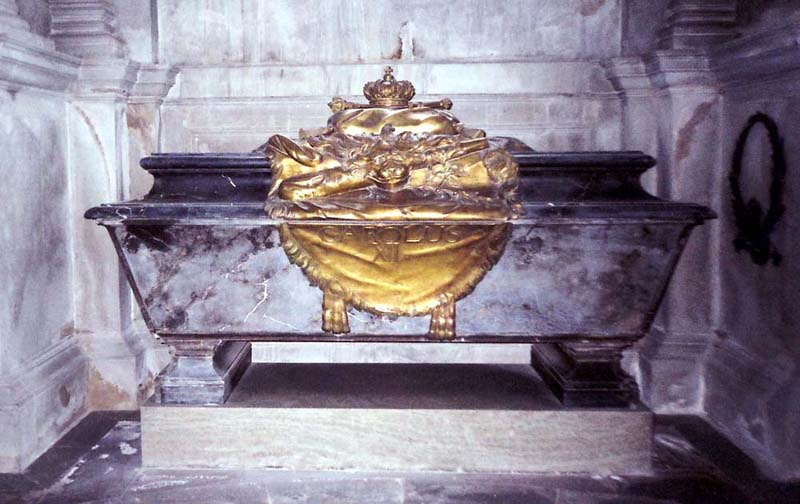
Kung Karl XII:s sarkofag på golvet över Karolinska gravkorets krypta.

- Namnlös prinsessa (född och död 1621)
- Kristina (1623-1624)
- Namnlös prins (född och död 1625)
- Kung Gustav II Adolf (1594-1632)
- Drottning Maria Eleonora (1599-1655)
- Kung Adolf Fredrik (1710-1771)
- Drottning Lovisa Ulrika (1720-1782)
- Karl Gustav (1782-1783)
- Kung Gustav III (1746-1792)
- dödfödd prinsessa (dödfödd 1797)
- Karl Adolf (född och död 1798)
- Fredrik Adolf (1750-1803)
- Karl Gustav (1802-1805)
- Karl August[6] (1768-1810)
- Drottning Sofia Magdalena (1746-1813)
- Kung Karl XIII (1748-1818)
- Drottning Charlotta (1759-1818)
- Sofia Albertina (1753-1829)
- Ludvig (född och död 1832)
- Kung Gustav IV Adolf (1778-1837)
- Gustav (1799-1877)

Karolinska gravkoret
- Kung Karl X Gustav (1622-1660)
- Gustav (1683-1685)
- Ulrik (1684-1685)
- Fredrik (född och död 1685)
- Karl Gustav (1686-1687)

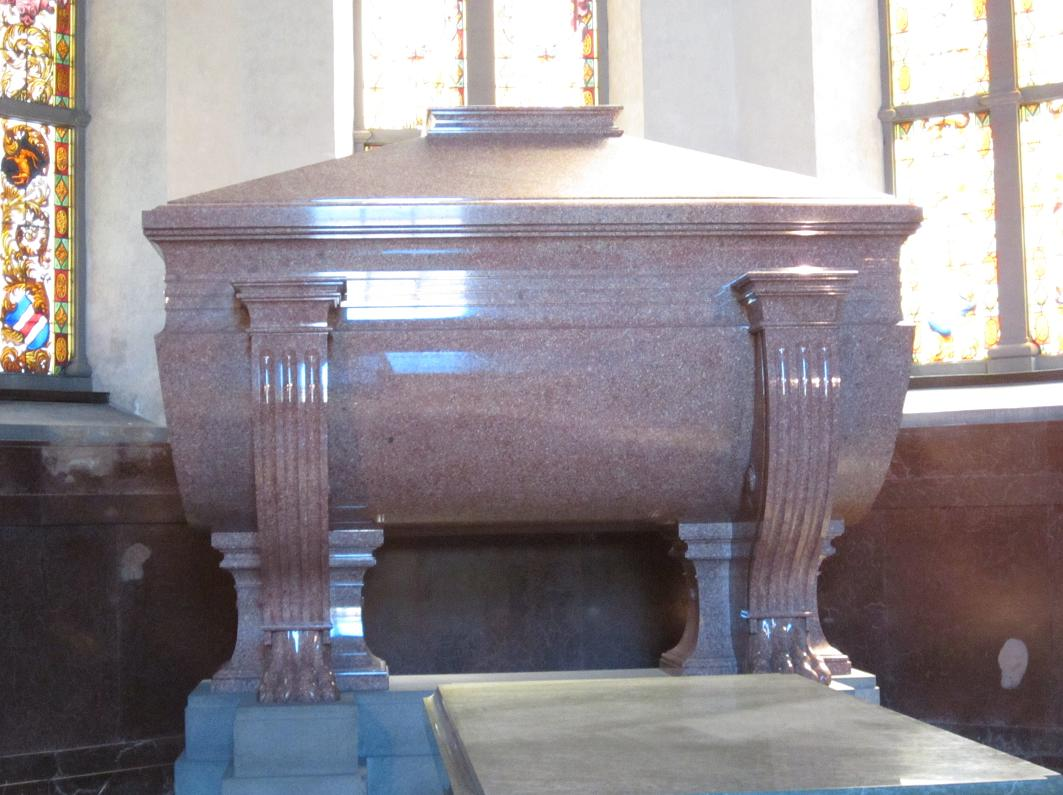
Kung Karl XIV Johans sarkofag på golvet över Bernadotteska gravkorets krypta.

- Drottning Ulrika Eleonora (1656-1693)

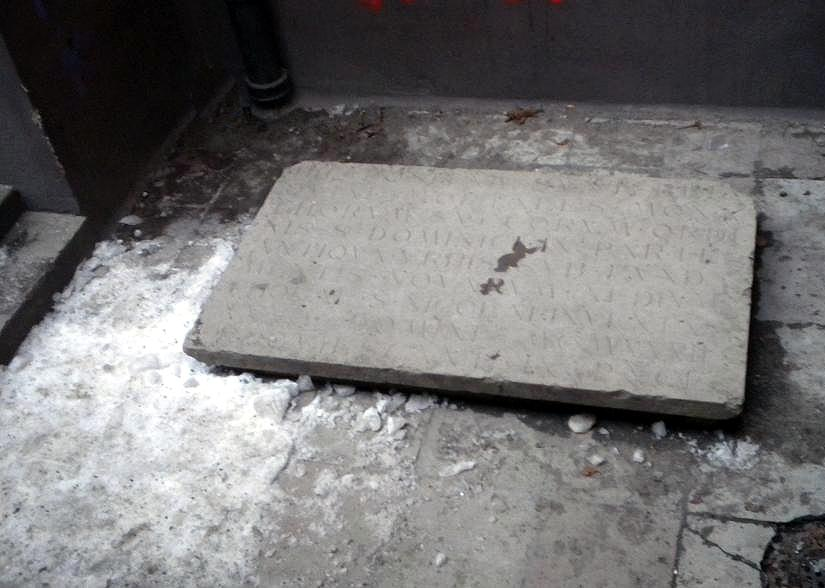
Sentida minnestavla över gravsatta i Svartbrödraklostret (på en skolgård i Gamla stan 2010).

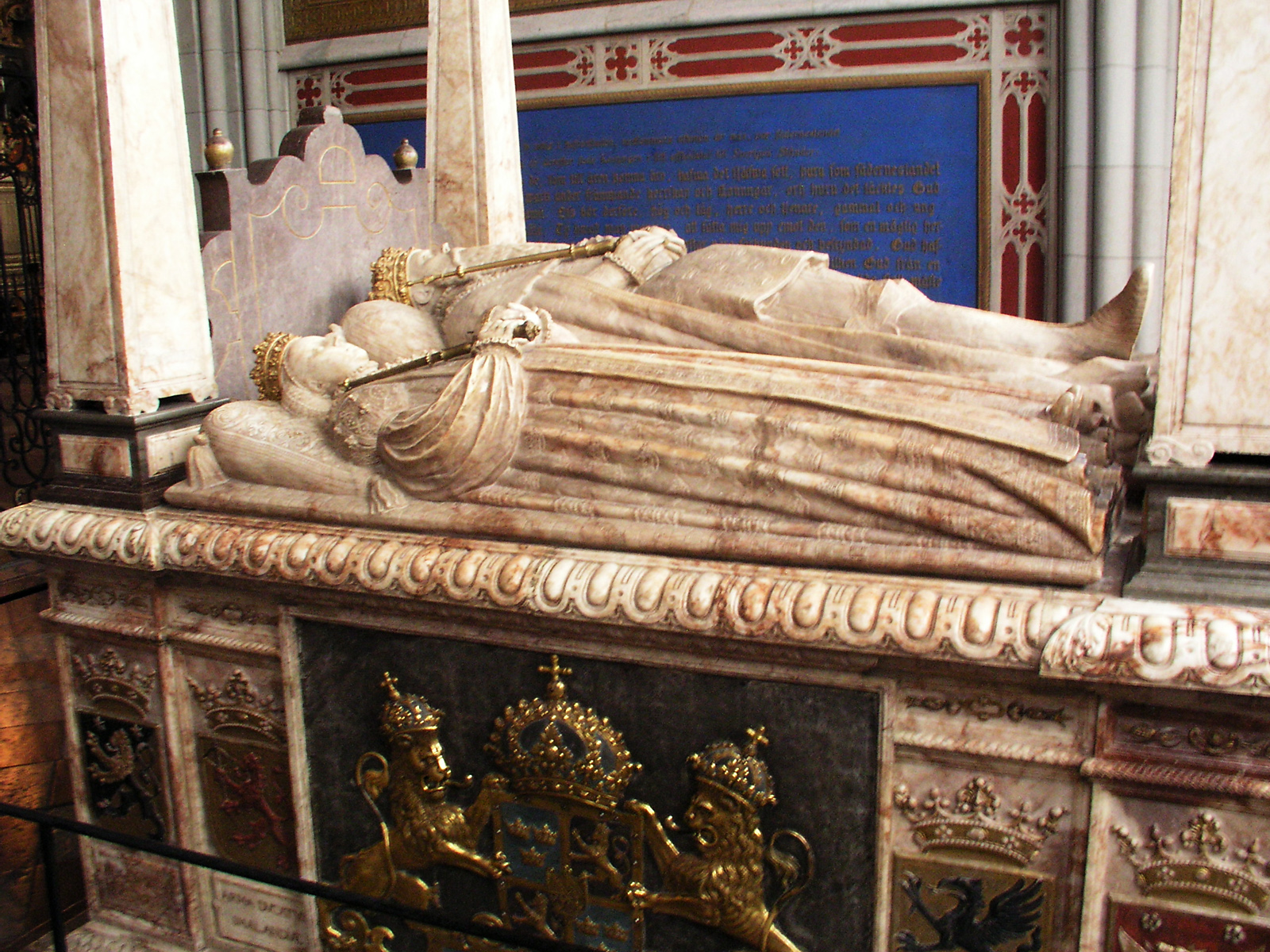
Gustav Vasa och hans första drottning Katarina på gravmonumentet över kryptan i Uppsala.

- Kung Karl XI (1655-1697)
- Hedvig Sofia (1681-1708)
- Drottning Hedvig Eleonora (1636-1715)
- Kung Karl XII (1682-1718)
- Drottning Ulrika Eleonora (1688-1741)
- Kung Fredrik I (1676-1751)

Bernadotteska gravkoret
- Kung Karl XIV Johan (1763-1844)
- Gustav (1827-1852)
- Karl Oskar (1852-1854)
- Kung Oskar I (1799-1859)
- Drottning Desideria (1777-1860)
- Drottning Lovisa (1828-1871)
- Kung Karl XV (1826-1872)
- August (1831-1873)
- Drottning Josefina (1807-1876)
- Eugenia (1830-1889)
- Kung Oskar II (1829-1907)
- Drottning Sofia (1836-1913)
- Teresia (1836-1914)
- Erik (1889-1918)
- Drottning Viktoria (1862-1930)
- Kung Gustaf V (1858-1950)

#### Skoklosters kyrkai Bålsta
- Kung Knut (död 1234) Långe
- Holmger (död 1248)

#### Storkyrkani Stockholm
- Valdemar (död 1318) – gravplatsens läge är okänt

#### Svartbrödraklostretsruin i Stockholm
- Drottning Beatrix (död 1359) – antagande av Kyhlberg; gravplatsens läge är okänt
- Erik (född och död 1359) – antagande av Kyhlberg; gravplatsens läge är okänt
- Drottning Rikardis (1348-1377) – gravplatsens läge är okänt

#### Uppsala domkyrka

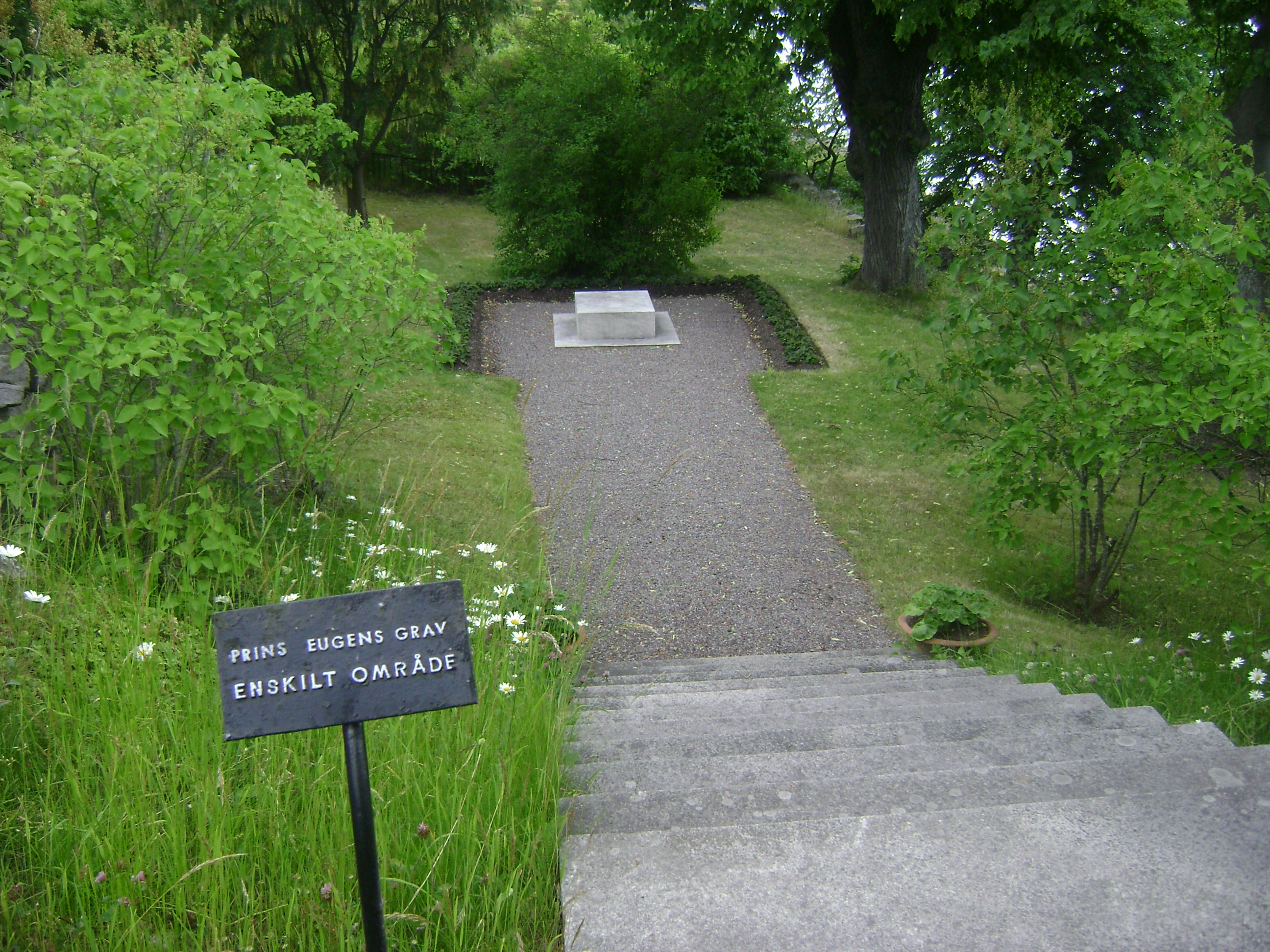
Prins Eugens grav på Waldemarsudde.

- Kung Erik (död senast 1162) den helige
- Erik (död 1318) – gravplatsens läge är okänt
- Drottning Katarina (1513-1535)
- Drottning Margareta (1516-1551)
- Kung Gustav I (1496-1560) Vasa
- Drottning Katarina (1526-1583)
- Kung Johan III (1537-1592)
- Drottning Gunilla (1568-1597)
- Elisabet (1549-1597)
- Drottning Katarina (1535-1621)

#### Waldemarsuddei Stockholm
- Eugen (1865-1947)

### Västergötland

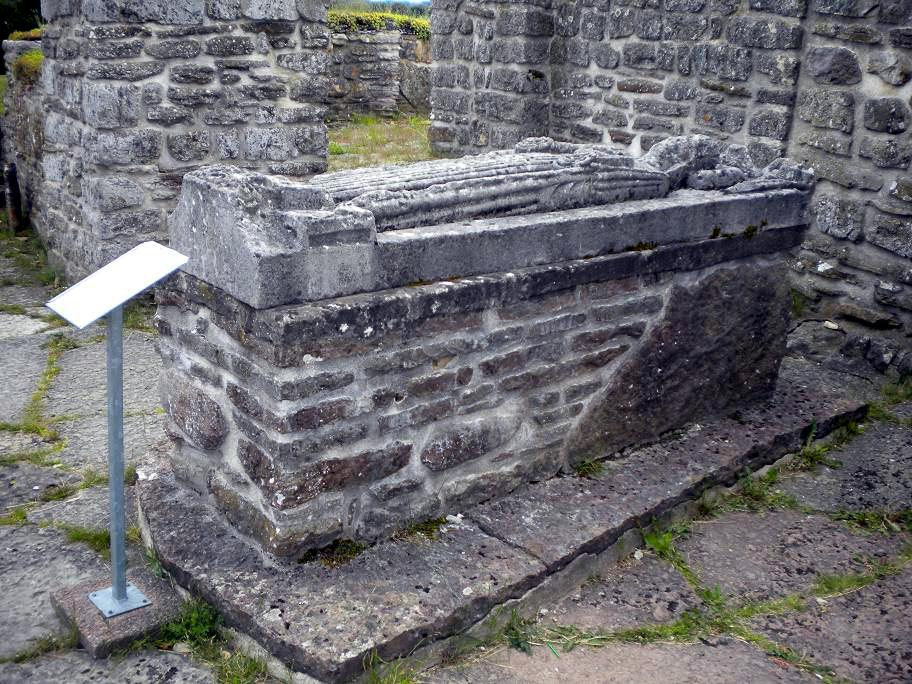
Drottning Katarinas grav i Gudhem.

#### Anestad öster omFrämmestadi Essunga
- Kung Anund Jakob (c.1007-1050) vid Kung Anes sten[7]

#### Gudhems klosterruini Falköping
- Drottning Katarina (död senast 1253)

#### Husaby kyrkogårdi Götene

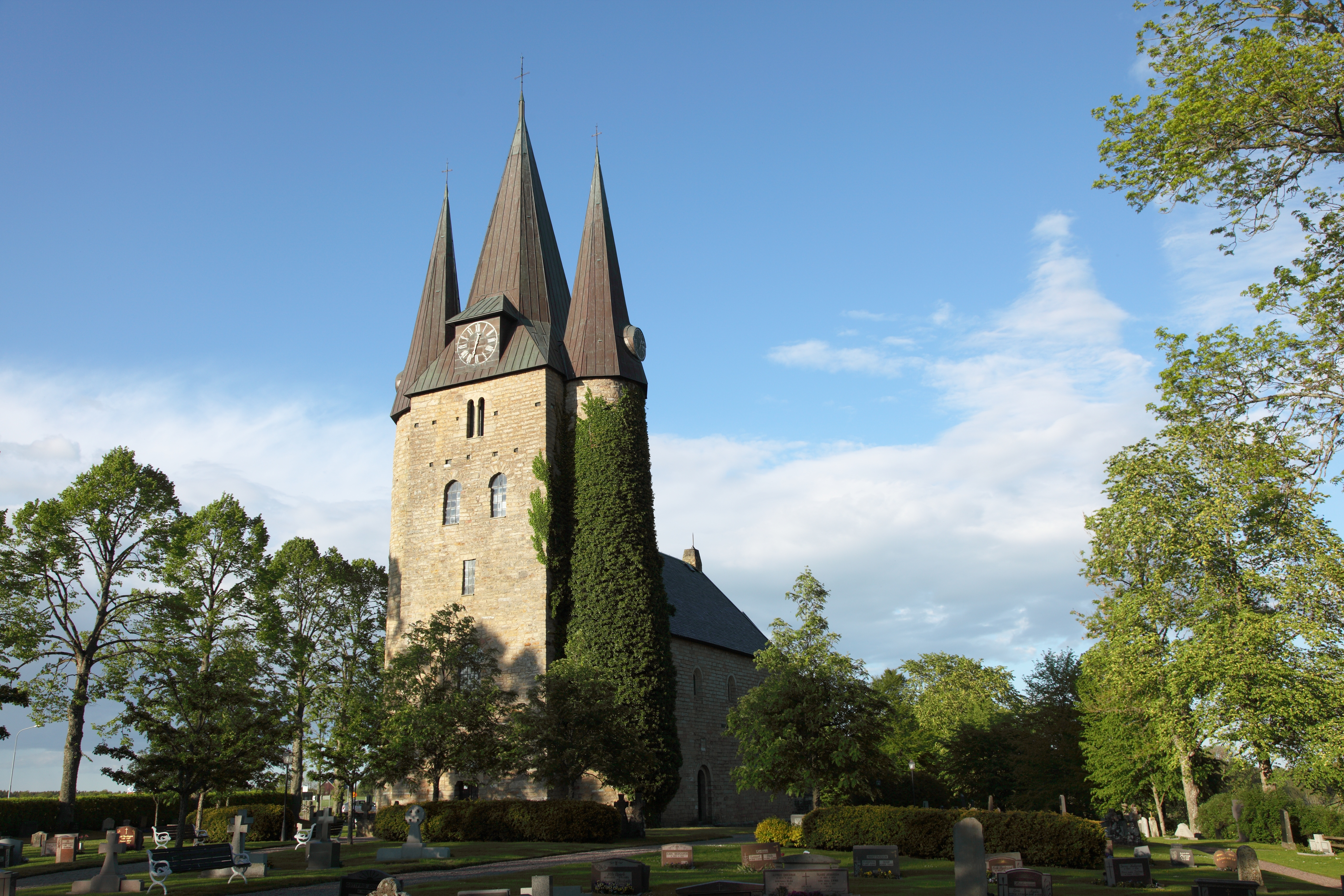
Husaby kyrkogård.

- Kung Olov (död 1021-1022) Skötkonung – ”gravhällar som sägs vara deras är tillkomna bortåt 75 år senare”
- Drottning Estrid (död omkring 1035)

#### Levenei Vara
- Kung Stenkil (död omkring 1066) enligt sägen i den så kallade Kungskullen[8]
- Kung Håkan (levde på 1070-talet) Röde, möjligen samma person som Blot-Sven, gravplatsens läge på orten är okänt

#### Varnhems klosterkyrkai Skara
- Kung Knut (1149-1196)
- Kung Erik (1190-1216)

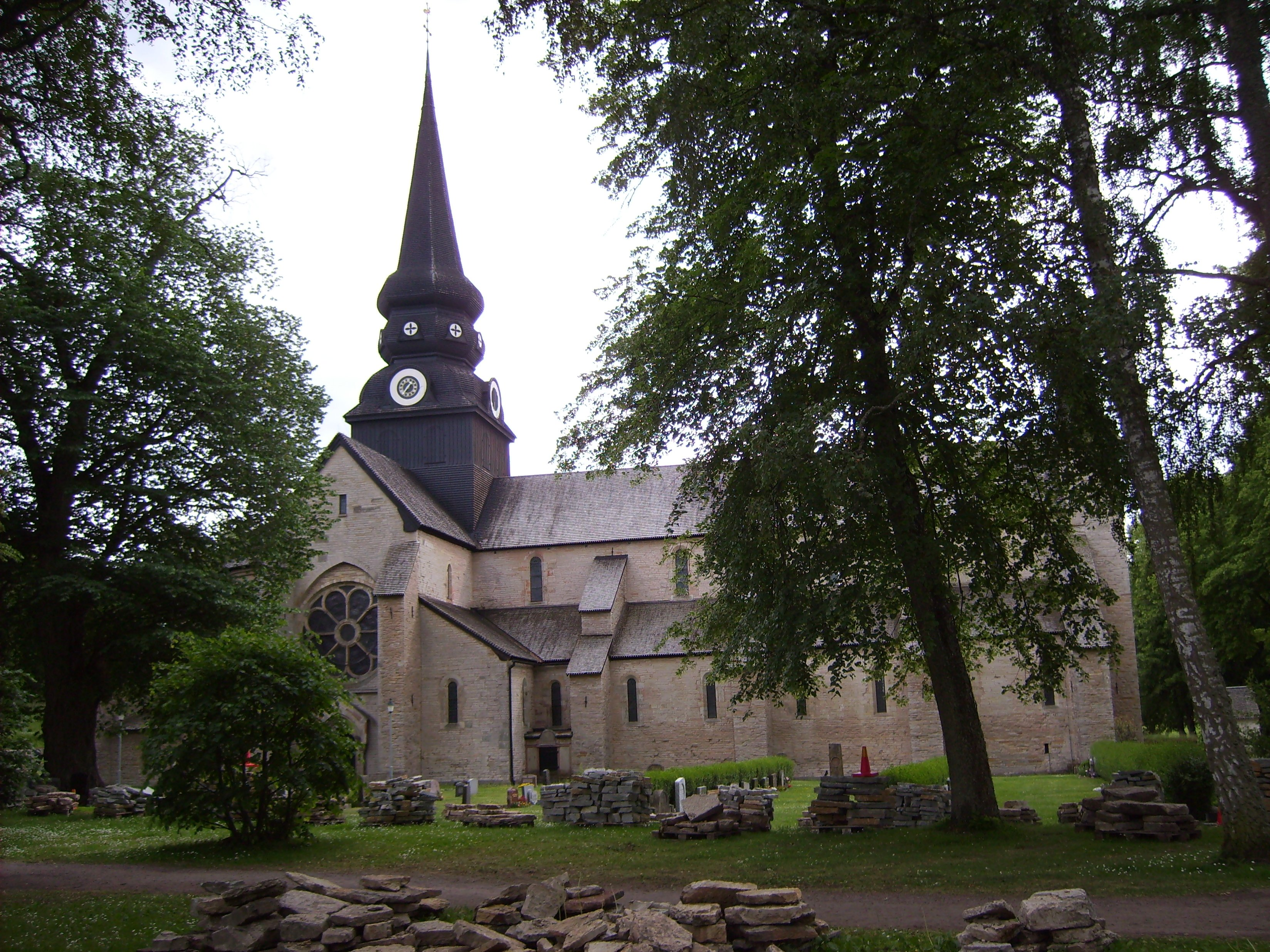
Varnhems klosterkyrka.

- Kung Erik (1216-1250) läspe och halte
- Ingeborg (död 1254) – gravplatsens läge är okänt
- Birger (död 1266) jarl
- Erik (död 1275)
- Maria Eufrosyne (1625-1687)

### Västmanland

#### Västerås domkyrka
- Kung Erik XIV (1533-1577)

### Östergötland

#### Alvastra klosterruini Ödeshög

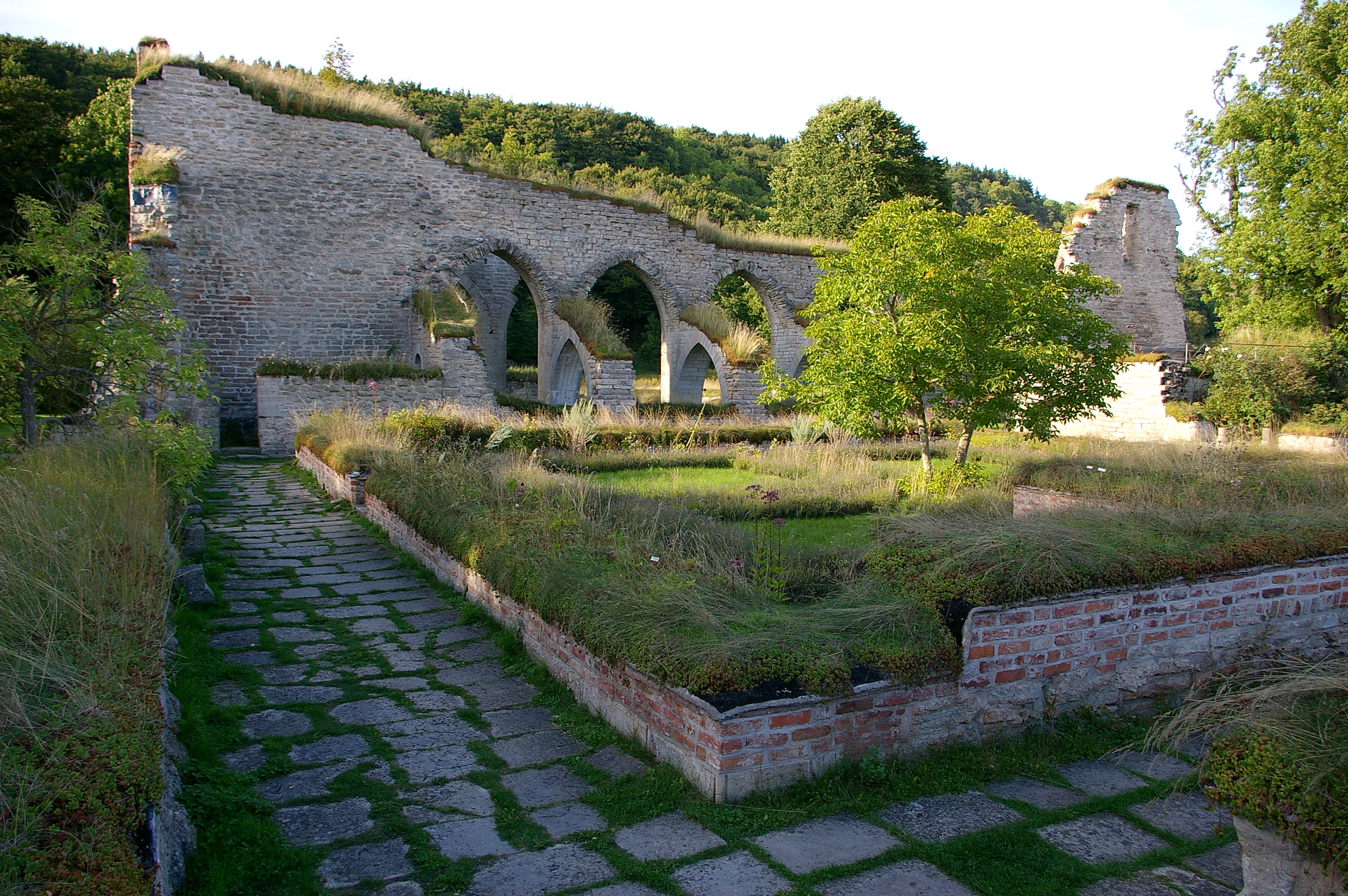
Alvastra klosterruin.

- Ulvhild: se ovan under Vreta
- Kung Sverker (död 1156) den äldre
- Drottning Rikissa (död efter 1155)
- Kung Karl (1130-1167)
- Drottning Bengta (död senast 1200)
- Kung Sverker (1164-1210) den yngre
- Kung Johan I (1201-1222)

#### Franciskanerklostrets ruini Söderköping
- Magdalena (död 1495) – gravplatsens läge är okänt

#### Linköpings domkyrka
- Sten (död 1544 eller 1549) – gravplatsens läge är okänt men antas vara samma som hans mormors
- Johan (1590-1618)
- Maria Elisabet (1598-1618)

#### Sankta Ingridsklosterruin i Skänninge
- Margareta (död efter 1288) – gravplatsens läge är okänt

#### Vadstena klosterkyrka

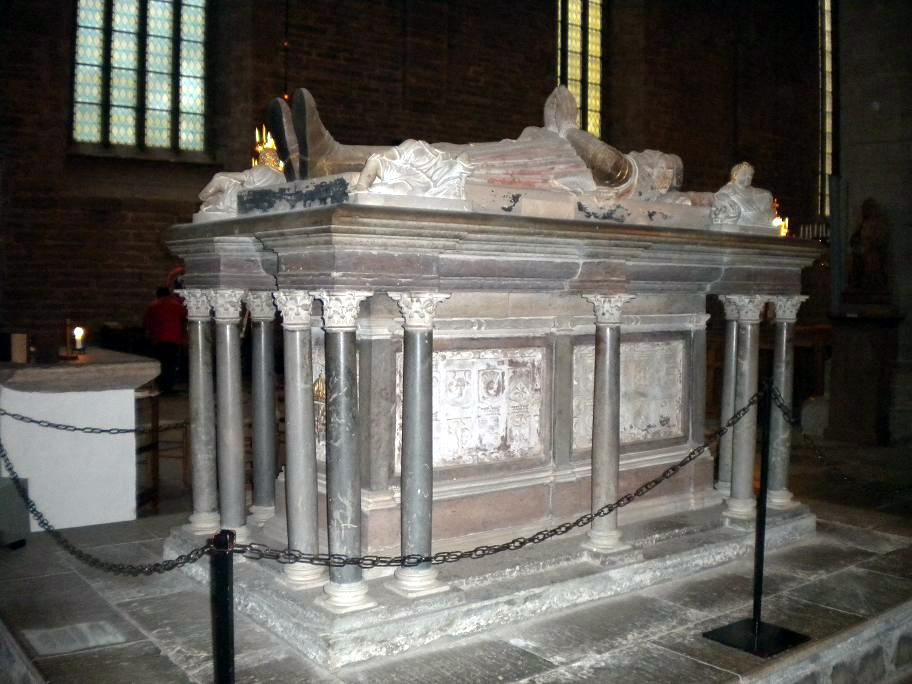
Hertig Magnus gravmonument i Vadstena.

- Namnlös prins eller prinsessa (född och död 1429) – gravplatsens läge är okänt
- Drottning Filippa (1394-1430)
- Drottning Katarina (död 1450)
- Birgitta[9] (1446-1469) – gravplatsens läge är okänt, möjligen  utanför kyrkan
- Magnus (1542-1595)

#### Vreta klosters kyrkai Linköping
- Ragnvald (död omkring 1105)
- Kung Inge (död omkring 1110) den äldre
- Kung Filip (död 1118)
- Kung Inge (död omkring 1125) den yngre
- Namnlös prinsessa (död omkring 1133), åttaårig dotter till kung Inge den yngre och drottning Ulvhild enligt teori av Natanael Beckman[10]
- Drottning Ulvhild (död 1148) enligt samma teori av Beckman (hon har även ansetts vara gravsatt i Alvastra)
- Johan (död omkring 1152) enligt samma teori av Beckman
- Drottning Helena(-?) av Danmark (död efter 1157)
- Kung Magnus (död 1161) – gravplatsens läge är okänt
- Sune (död omkring 1220) Sik
- Drottning Sofia (1241-1286) enligt Johannes Messenius – gravplatsens läge är i så fall okänt

## Utanför Sverige

### Ukraina
Sankta Sofia domkyrka i Kiev
- Storfurstinnan Ingegärd av Kiev (död 1050) den heliga Anna

### Danmark
Sankt Bengts kyrka i Ringsted

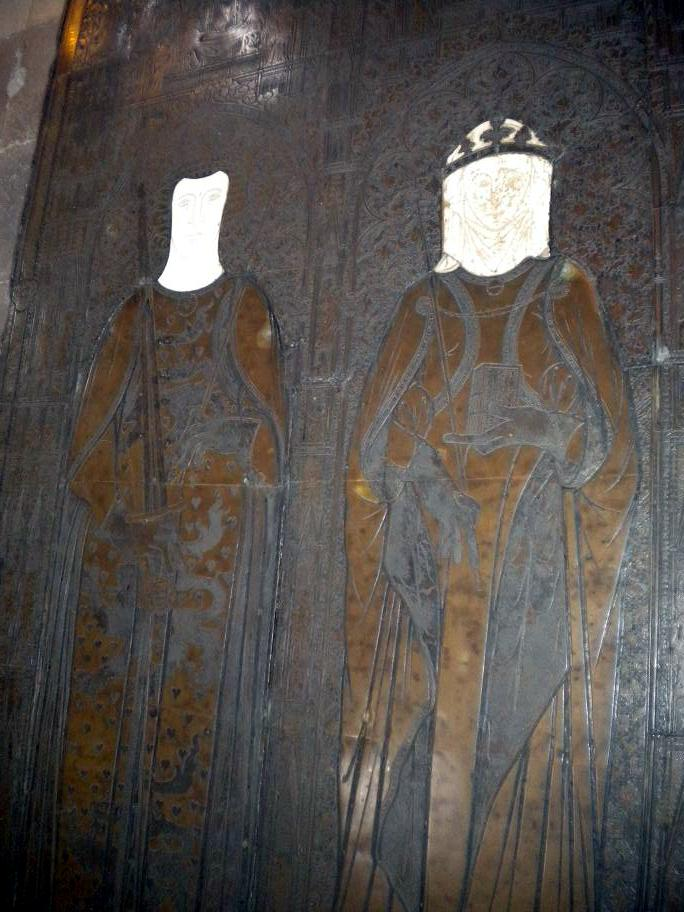
Danske kung Erik Menveds och hans svenska drottning Ingeborgs gravsten i Ringsted.

- Drottning Rikissa (död 1220) – gravplatsens läge är okänt
- Drottning Ingeborg av Danmark (död 1319)
- Kung Birger (1280-1321)
- Drottning Margareta (1277-1341) Märta

Sorø klosterkyrka i Ringsted
- Kung Olov av Danmark och Norge (1370-1387)

Roskilde domkyrka
- Drottning Margareta (1353-1412)
- Kung Kristoffer (död 1448)
- Kung Kristian I (1426-1481)
- Drottning Dorotea (död 1495)
- Drottning Louise av Danmark (1851-1926)
- Drottning Ingrid av Danmark (1910-2000)

Sankt Knuts domkyrka i Odense
- Frans (1497-1511)
- Kung Johan II (1455-1513) Hans
- Drottning Kristina (1461-1521)
- Drottning Elisabet (1501-1526) Isabella
- Johan (1518-1532) Hans
- Kung Kristian II (1481-1559)

Bernstorff slottspark i Gentofte
- Margaretha (1899-1977)

### Tyskland
Doberans klosterkyrka i Bad Doberan
- Sofia (död 1241)
- Kristina (död 1252)
- Kung Albrekt (död 1412)

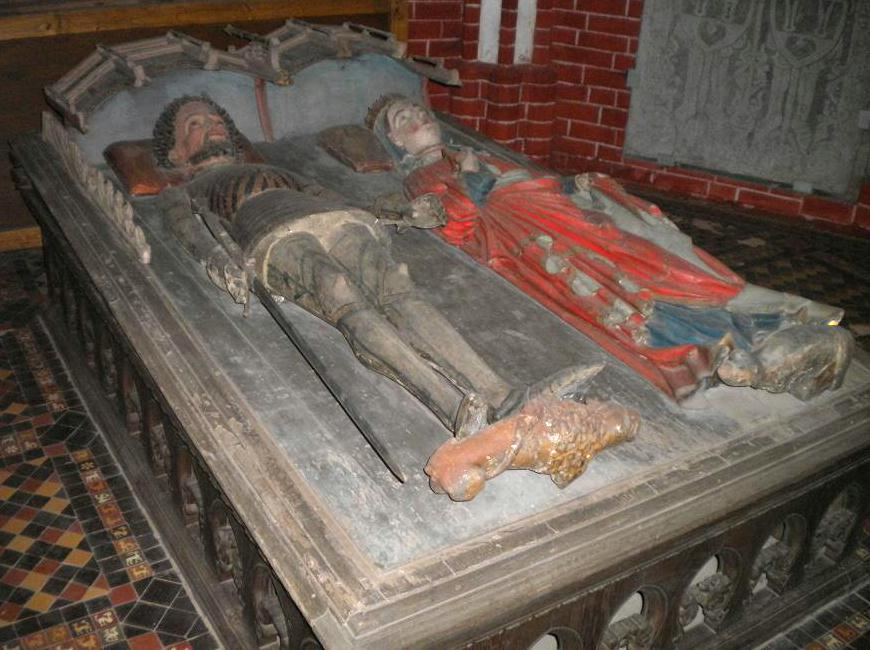
Kung Albrekts grav i Bad Doberan.

Gnadenbergs klosterruin i Berg bei Neumarkt in der Oberpfalz
- Katarina[11] (död 1426) – gravplatsens läge är okänt

Berlins domkyrka
- Elisabet (1485-1555)

Helige Andens kyrka i Heidelberg
- Dorotea[12] (1520-1580)

Fredrikspalatsets kapell i Heidelbergs slottsruin
- Ludvig (född och död 1583) – gravplatsens läge i den tidiga kyrkan är okänt

Propsteikirche Sankt Remigius i Haschbach am Remigiusberg
- Anna (1545-1610)

Cirksenaättens mausoleum i Aurich
- Katarina[13] (1539-1610)

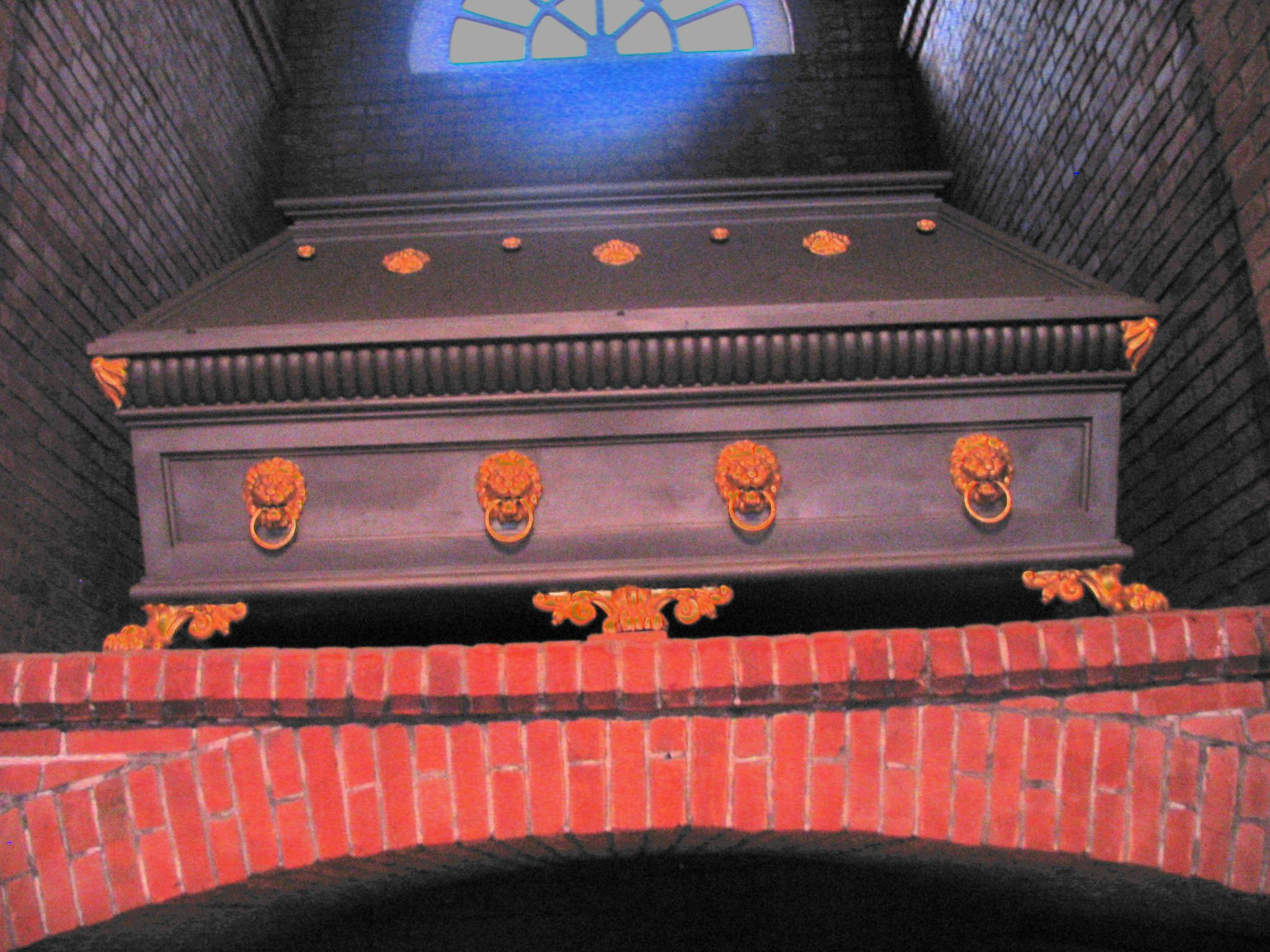
Katarina Gustavsdotter Vasas kista i Aurich.

Sankt Mikaels slotts- och stiftskyrka i Pforzheim
- Kristina Magdalena[14] (1616-1662)
- Drottning Fredrika (1781-1826)

Sankt Dionysius marknadsplatskyrka i Eschwege
- Eleonora Katarina[15] (1626-1692)

Bordesholms klosterkyrka i Bordesholm
- Karl Fredrik[16] (1700-1739)

Sankt Johannes kyrka i Giekau
- Karl Edvard von Hessenstein (1737-1769)

Schloss Pankers slottspark
- Fredrik Vilhelm von Hessenstein (1735-1808)

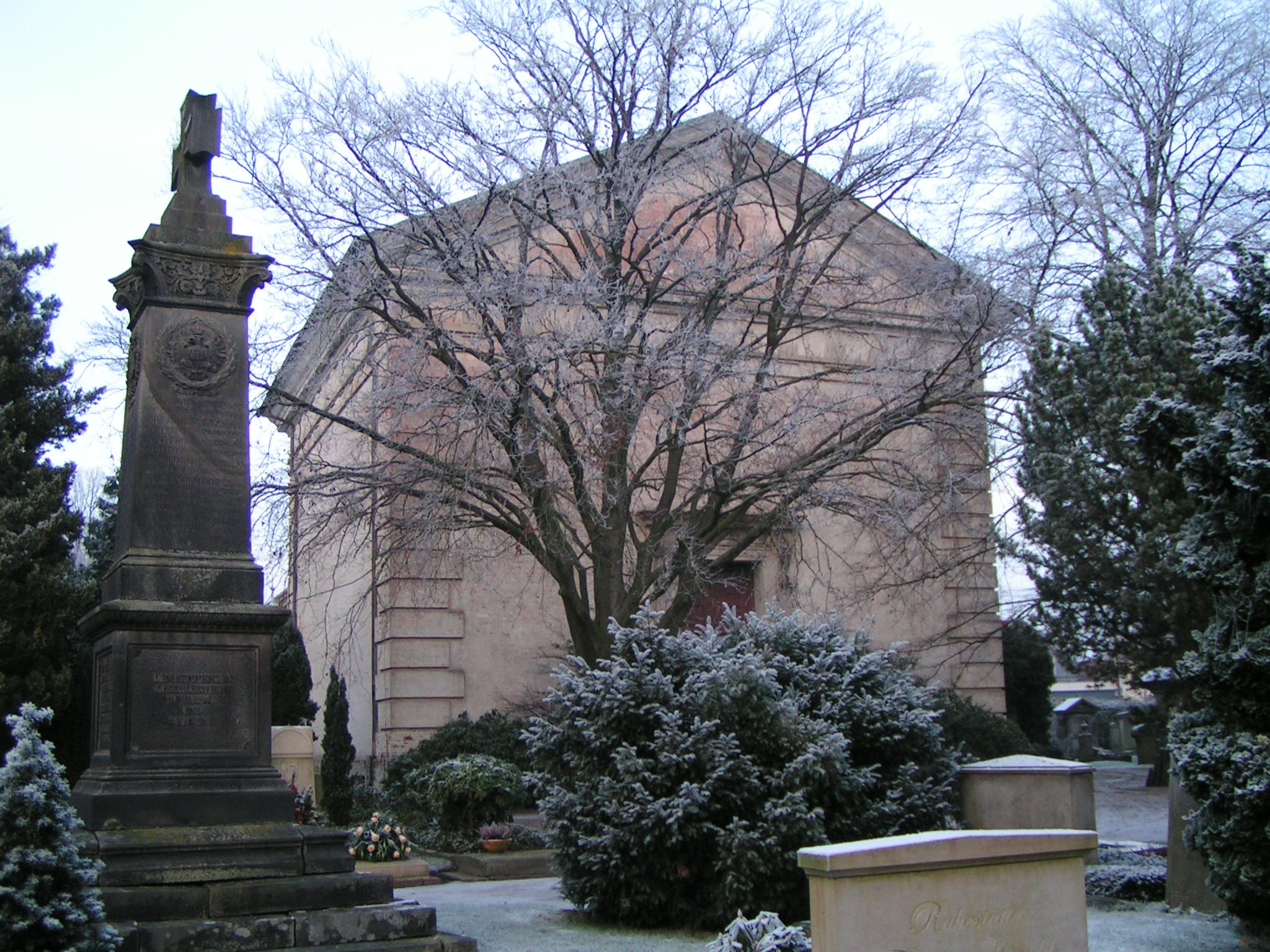
Hertigarnas mausoleum i Oldenburg.

Hertigliga mausoleet i Sankta Gertruds kyrkogård i Oldenburg
- Cecilia[17] (1807-1844)
- Amalia (1805-1853)

Storhertigliga gravkapellet i Fasanengarten i Karlsruhe
- Sofia[18] (1801-1865)

Heligaste Trefaldighetens domkyrka i Dresden
- Drottning Karola av Sachsen[19] (1833-1907)

Sankta Maria kyrka på Mainau
- Maria[20] (1890-1958)
- Lennart (1909-2004)

### Norge

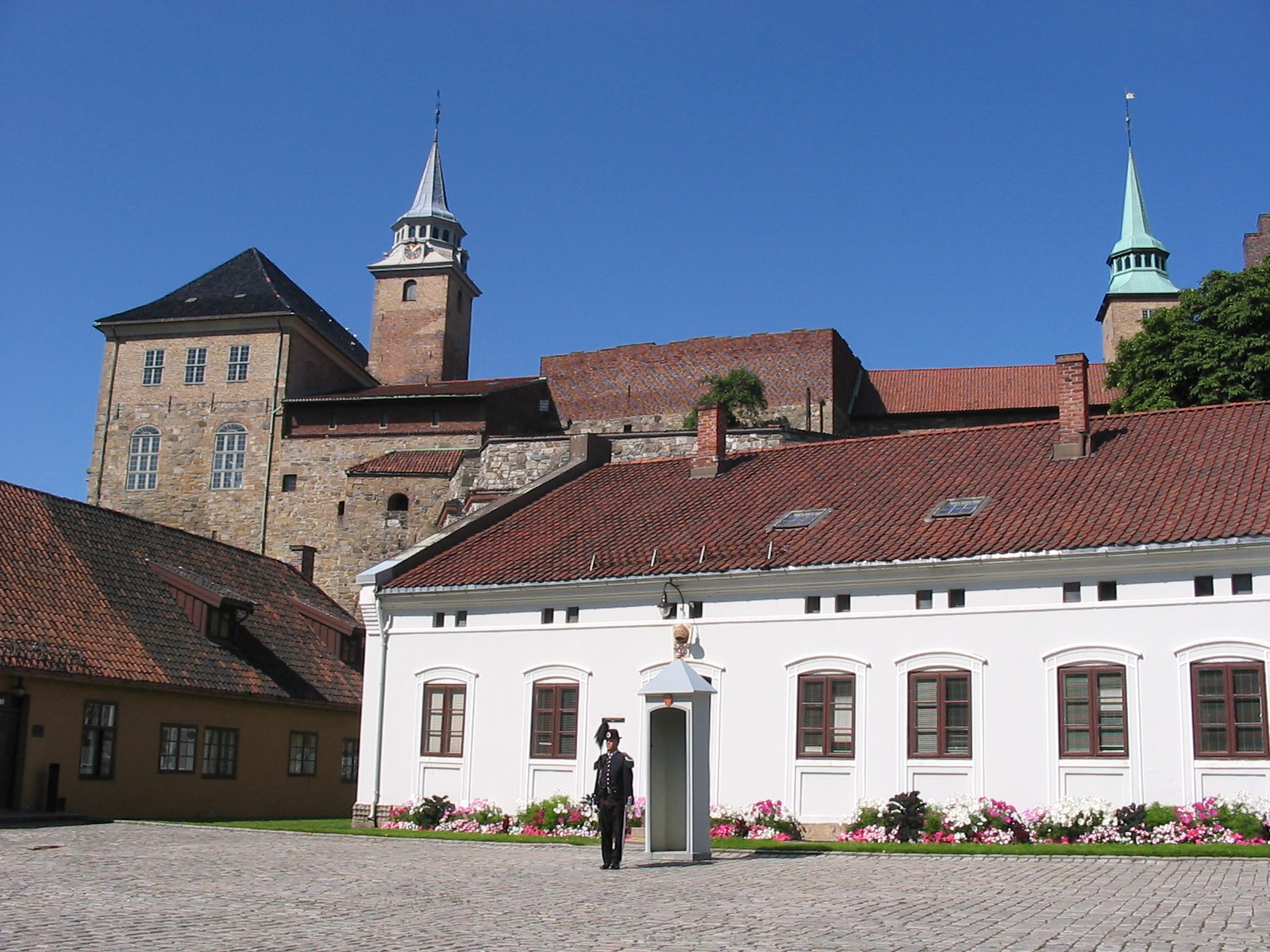
Akershus i Oslo.

Mariakyrkans ruin i Oslo
- Drottning Blanka[21] (död 1363) – gravplatsens läge är okänt
- Kung Magnus (1316-1374) – gravplatsens läge är okänt
- Kung Håkan (1340-1380) – gravplatsens läge är okänt

Akershus i Oslo
- Märtha (1901-1954)

### Tjeckien
Vituskatedralen i Prag
- Rikardis Katarina (död 1400)

### Polen
Klostret Marienkron nära Darłowo
- Bogislaw (död 1446)

Sankta Maria kyrka i Darłowo
- Kung Erik (1382-1459)

Mariakyrkan i Gdansk
- Margareta (1442-1462)[22]

Krakóws domkyrka
- Katarina (född och död 1594)
- Katarina (1596-1597)
- Drottning Anna (1573-1598)
- Kristoffer (född och död 1598)
- Anna Maria (1593-1600)
- Kung Sigismund (1566-1632)

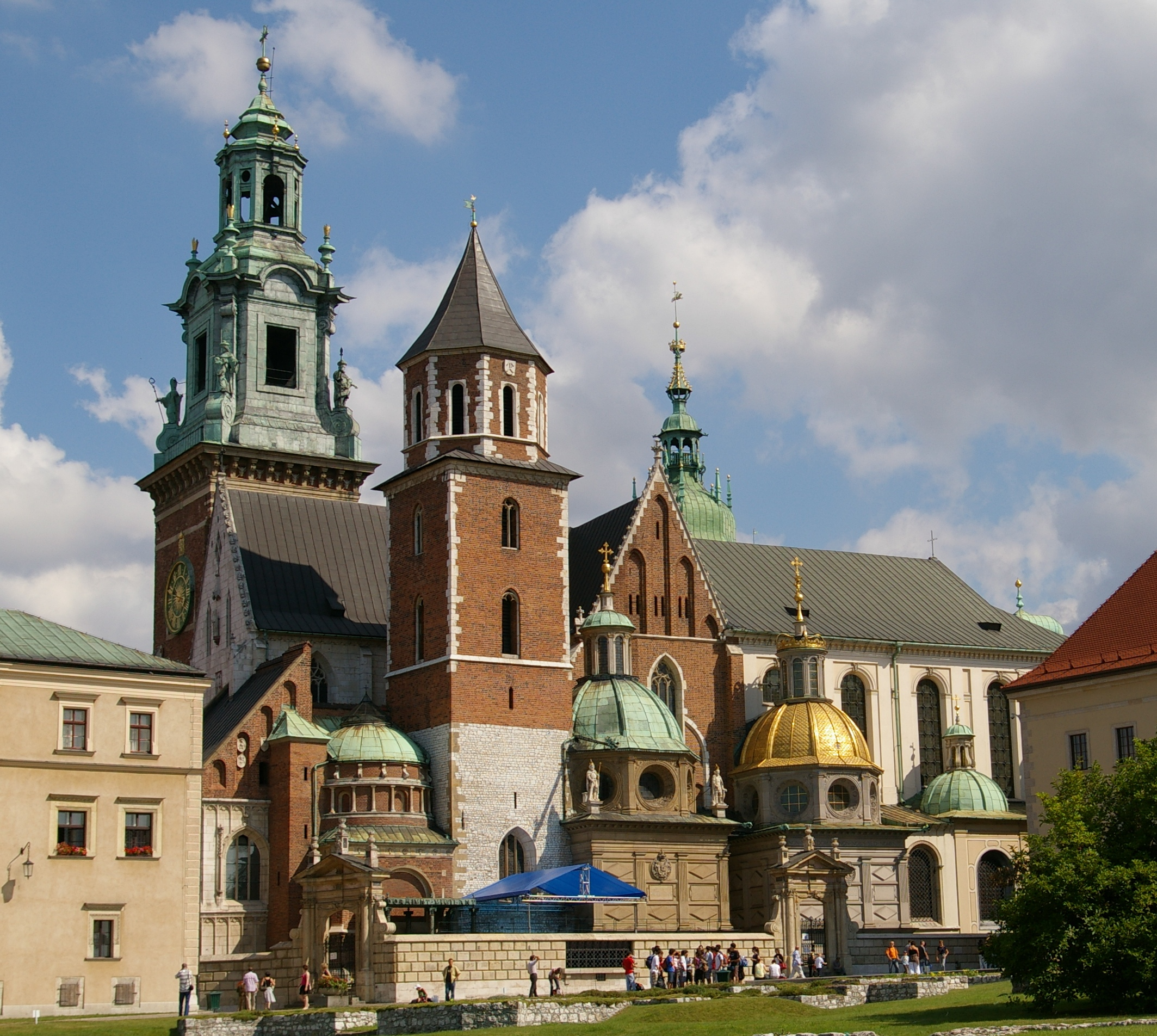
Domkyrkan i Wawels slott i Kraków.

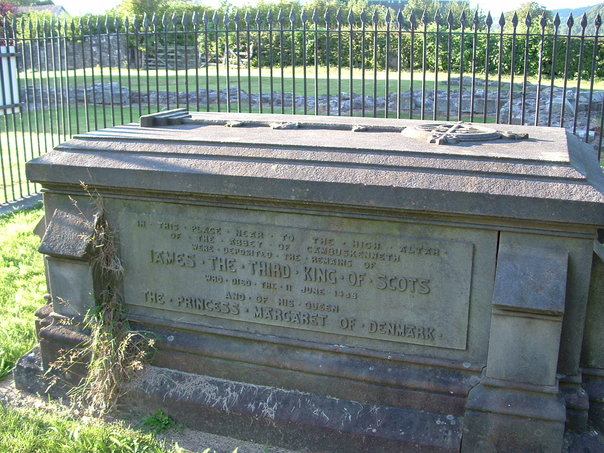
Skotske kung Jakob III:s och hans dansk-norsk-svenska drottning Margaretas grav i Cambuskenneth.

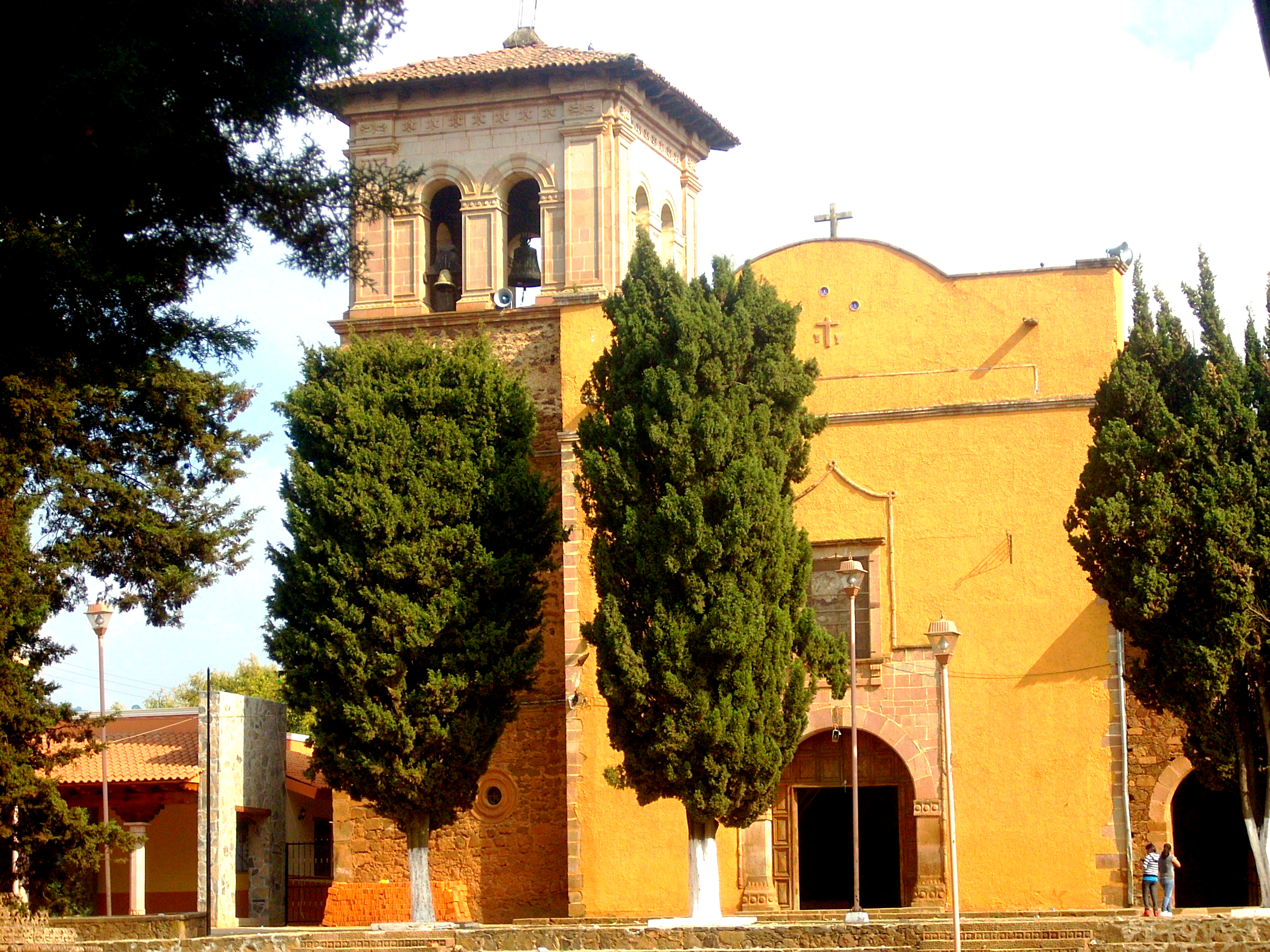
Klosterkyrkan i Tarecuato.

- Kung Vladislav IV av Polen (1595-1648)
- Kung Johan II Kasimir av Polen (1609-1672)

Sankta Maria kyrka i Toruń
- Anna (1568-1625)

### Storbritannien
Cambuskenneth klosterruin i Stirling i Skottland
- Drottning Margareta av Skottland[23] (1456-1486)

### Mexiko
Tarecuato klosterkyrka nära Zamora de Hidalgo
- Jakob[24][25] (1483-1567)

### Italien
Sankt Frans kyrkoruin i Tortona
- Kristina[26] (1521-1590) endast hennes inälvor (se även under Frankrike)

### Frankrike
Cordelierkyrkan i Nancy
- Kristina[27] (1521-1590) stoftet utom inälvorna flyttades hit från Italien (se ovan)

Sankt Nikolai kyrka i Rodemack
- Cecilia[28] (1540-1627)

### Ryssland

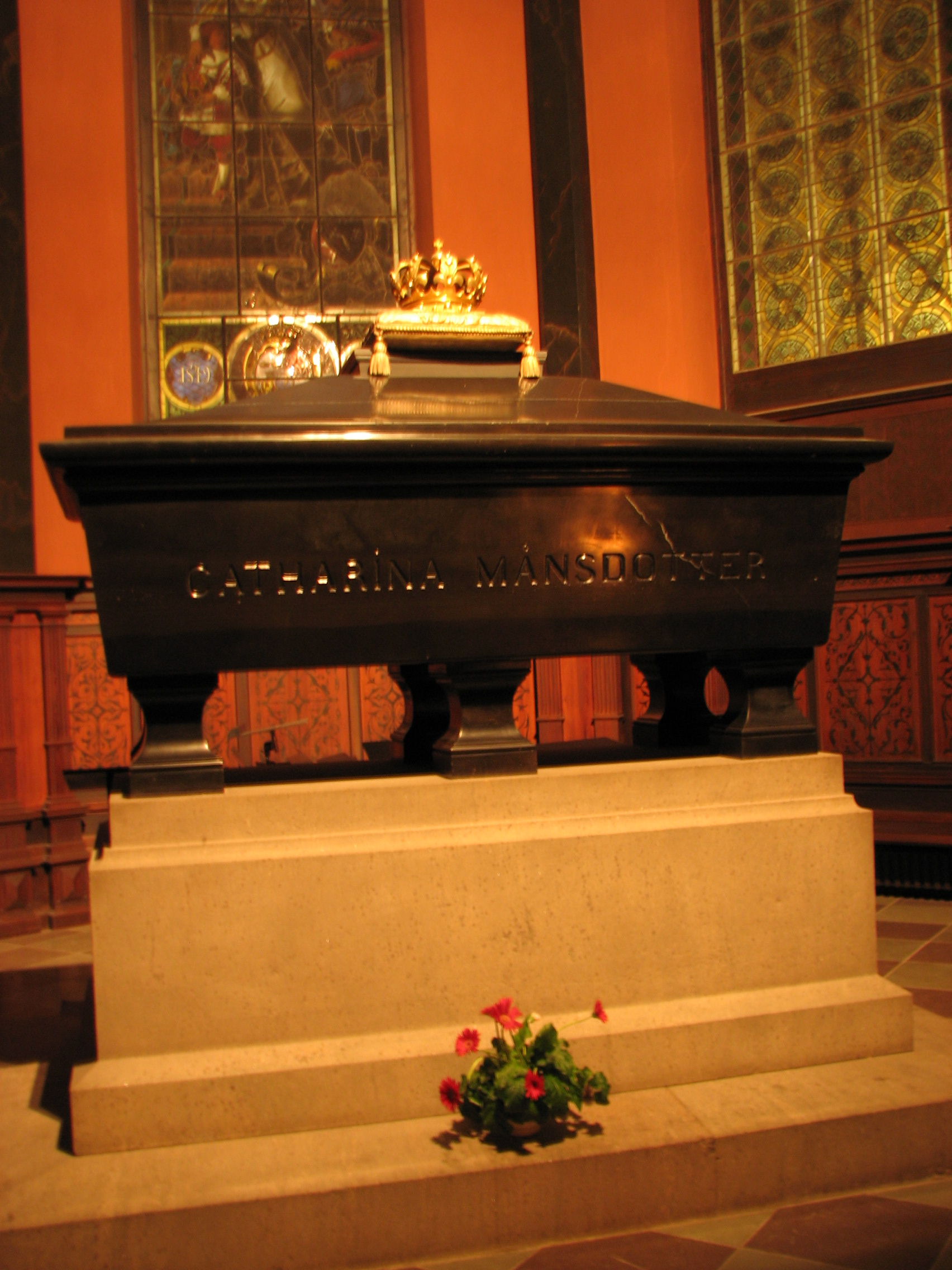
Drottning Katarinas gravplats i Åbo domkyrka.

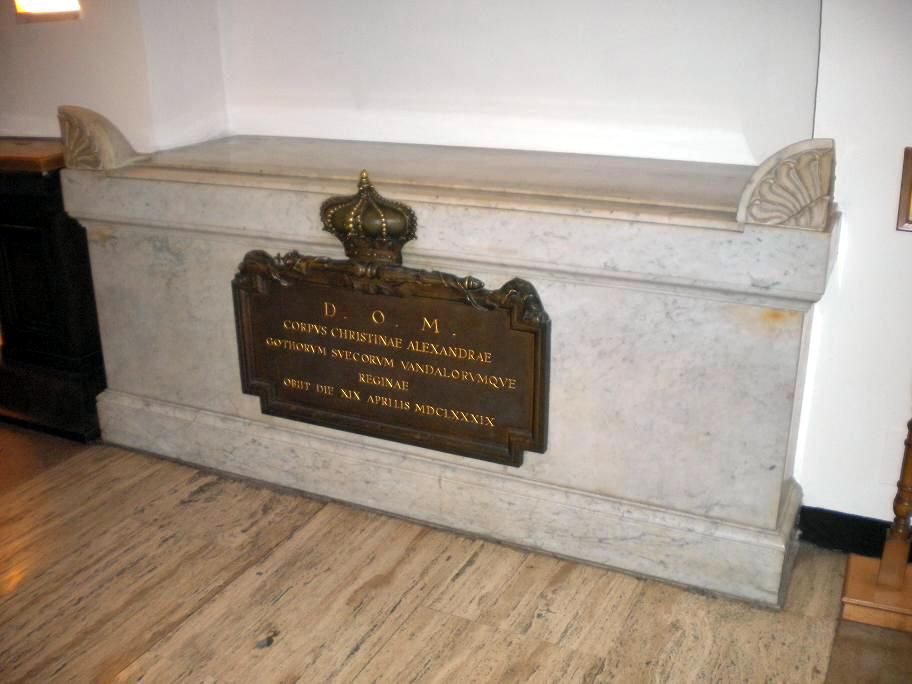
Drottning Kristinas sarkofag i Vatikanen.

Gamla kyrkogården utanför staden i Kasjin
- Gustav[29] (1568-1607) – gravplatsens läge är okänt

### Finland
Åbo domkyrka
- Drottning Katarina (1550-1612)
- Sigrid (1566-1633)

### Vatikanstaten
Sankt Peters basilika i Vatikanstaten
- Drottning Kristina (1626-1689)

### Belgien
Vårfrukyrkan i Laeken
- Drottning Astrid av Belgien (1905-1935)